# Liberia
Die Republik Liberia (deutsch [liˈbeːʁi̯a], englisch [laɪˈbɪ(ə)ɹɪə]; veraltet Liberien) ist ein Staat an der westafrikanischen Atlantikküste. Er grenzt an Sierra Leone, Guinea und die Elfenbeinküste.
Liberia ist neben Äthiopien der einzige Staat in Afrika, der zur Zeit des Imperialismus im 19. Jahrhundert nicht von europäischen Mächten kolonialisiert wurde. Von 1989 bis 2003 herrschte in Liberia ein Bürgerkrieg mit hunderttausenden Opfern.

## Geografie

Topografische Übersichtskarte

Liberia liegt im Südwesten Westafrikas an der Atlantikküste. Es grenzt im Nordwesten an Sierra Leone, im Norden und Nordosten an Guinea und im Osten an die Elfenbeinküste.
Die Portugiesen waren 1461 die ersten europäischen Entdecker, die Kenntnis von diesem Gebiet erhielten, das zunächst mit dem Namen Pfefferküste („Costa de Malagueta“) in die Landkarten eingetragen wurde. Die Mesorado Bay, Cape Palmas und das Kap Mesurado wurden neben einigen Flussmündungen und auffälligen Bergen als Orientierungspunkte der etwa 579 km langen Küstenlinie beschrieben.
Das Staatsgebiet umfasst 111.370 km², was etwa der Größe von Bulgarien oder einem knappen Drittel Deutschlands entspricht. Die Staatsgrenze hat eine Gesamtlänge von 1 585 km, davon entfallen auf Guinea 563 km, Elfenbeinküste 716 km und Sierra Leone 306 km. Die Ausdehnung des Landes beträgt 520 km in Nordwest-Südost-Richtung und 270 km in Südwest-Nordost-Richtung.

### Naturräumliche Gliederung
Liberia liegt in einer geologischen Zone aus erdgeschichtlich sehr alten Gesteinen des Paläozoikums (vor allem Granit und Gneis), deren Oberfläche von starker Verwitterung und Sedimentation geprägt ist.
Das Staatsgebiet Liberias besteht größtenteils aus Bergland von 300 bis 500 m Höhe über dem Meeresspiegel. An die 10 bis 50 km breite, sumpfige Küstenebene schließt sich eine bis zu 400 m hohe Plateaulandschaft an. Das von Regenwald überzogene Gebiet wurde durch Erosion in zahllose Kuppen und Täler aufgelöst. Im Norden befinden sich Gebirge. Das Land gehört zur tropischen Regenwaldzone, die etwa 60 Prozent des heutigen Staatsgebietes einnimmt. Die land- und forstwirtschaftliche Nutzung bewirkte zahlreiche kleinteilige Rodungsflächen, bedeutend für die Volkswirtschaft sind neun Gummibaumplantagen.

### Gebirge
Die höchste Erhebung ist der Mount Wuteve (1440 m) im Norden des Landes, er gehört zum Gebirgszug der Wologizi Mountains im Nordwesten. Die Nimba Mountains im Norden befinden sich im gleichnamigen County und verfügen über Eisenerzvorkommen, deren Abbau aber durch den Bürgerkrieg zum Erliegen kam. Im mittleren Nordwesten liegen die Mano-Hills, im Zentrum erstreckt sich das Bong Range bis an die Vorstädte der Hauptstadt Monrovia, das Putu Range im Osten reicht bis auf 80 km an die Küstenstadt Greenville heran.

### Klima
Zonen

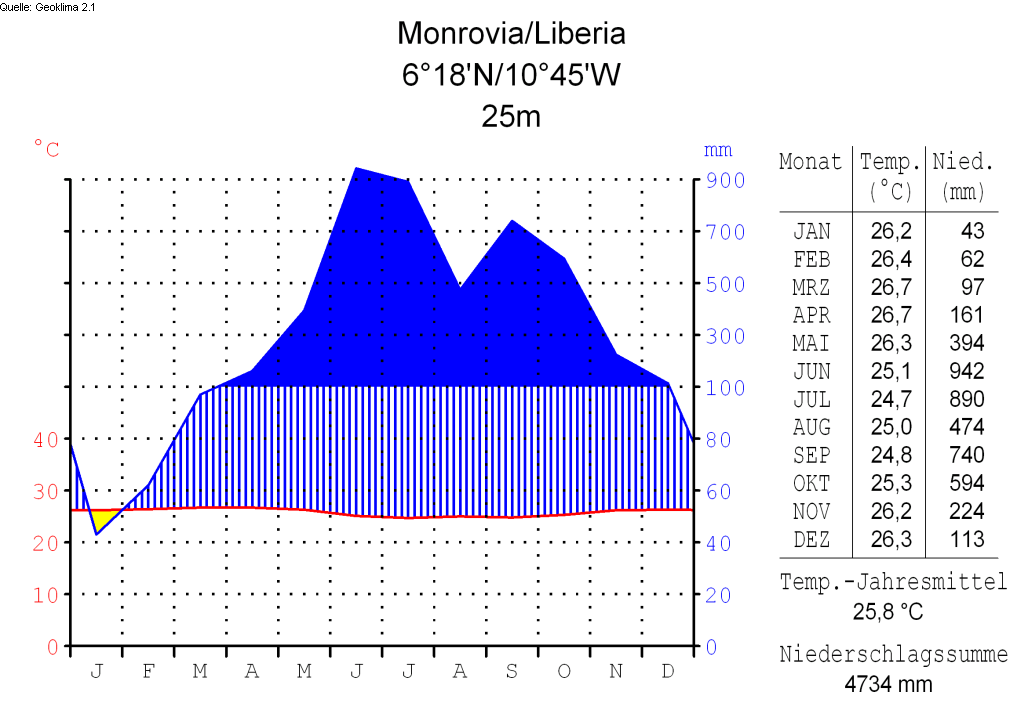
Klimadiagramm von Monrovia

Das in Äquatornähe befindliche Liberia hat folgende Besonderheiten der klimatischen Verhältnisse:
- im Küstenbereich herrscht Tropenklima mit gleichbleibend heiß-feuchter Witterung,
- in der nördlichen Küstenebene wird die Regenzeit im August durch eine Trockenperiode unterbrochen,
- in den nördlichen Landesteilen herrscht von Juni bis Oktober die Regenzeit, die vom Niederschlagsregime des westafrikanischen Monsuns bestimmt wird,
- im äußersten Süden gibt es zwei Regenzeitmaxima.

Temperaturen
An der Küste werden 24 °C bis 35 °C , im Landesinneren 22 °C bis 40 °C gemessen. Die Durchschnittstemperaturen liegen bei 26 °C im Januar und 24 °C im Juli.
Niederschläge
Die Regenzeit ist durch ergiebige Niederschläge in allen Landesteilen gekennzeichnet, in dieser Zeit bricht der Straßenverkehr im Hinterland oft für Wochen zusammen. In der Hauptstadt Monrovia betragen die jährlichen Niederschläge 5130 mm, in Robertsport (Nordwestküste) 5210 mm und im trockeneren Südosten bei Harper lediglich 2500 mm.
Im Jahresdurchschnitt nehmen die Niederschläge zum Landesinneren hin stark ab, in den Mittelgebirgen im Norden dagegen steigen sie wieder an. Insbesondere im Landesinneren kommt es in der Trockenzeit von Oktober bis März zum staubig-heißen Harmattan-Wind, einem nordöstlichen Passatwind aus der südlichen Sahara, der die Temperaturen nach oben treibt. Die Niederschläge gehen nur wenige Wochen so stark zurück, dass von einer Trockenzeit, in der der Niederschlag geringer als die Verdunstung ist, gesprochen werden kann.

### Gewässer
Küste

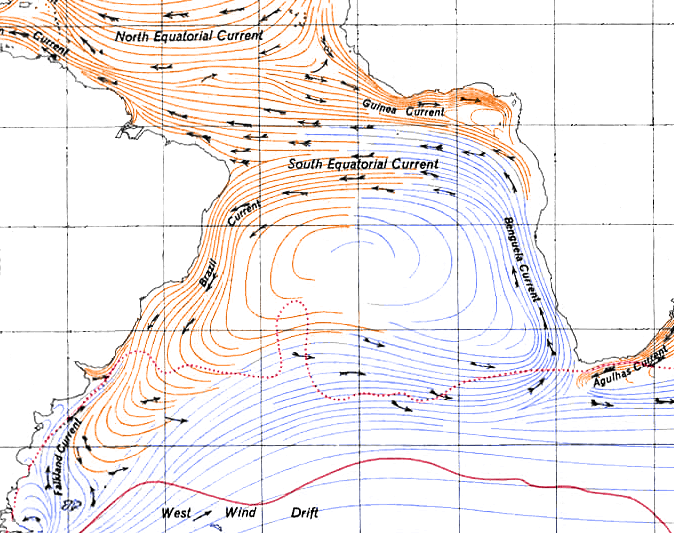
Der Guineastrom (Guinea Current)

Auf die Küste Liberias strömt unablässig der Guineastrom, eine warme Meeresströmung des Atlantischen Ozeans ein. Sie ist verantwortlich für die Sedimentablagerungen entlang der Küstenlinie in Form von Nehrungen und ein Klimafaktor.
Flüsse

Übersicht der Flusssysteme

Das Gewässernetz besteht aus zahllosen Bächen und einigen größeren Flüssen, die zumeist in südwestlicher Richtung zur Küste fließen. Es gibt sieben größere Flüsse, die ihr Quellgebiet in, beziehungsweise an der Grenze zu, Guinea haben. Der Mano, Moa, Lofa und der Saint Paul River entspringen auf oder am Rand der Hochebene von Beyla, die Flüsse Saint John River, Cestos River und Cavally in den Nimbabergen. Der größte Fluss dabei ist der Cavally, der allerdings nur einen Teil seines Einzugsgebietes in Liberia hat.
Seen
Der größte See ist der Piso-See (etwa 100 km²) bei Robertsport. Entlang der Küste befinden sich zahlreiche kleine Lagunen und Mangrovensümpfe. Der Mount-Coffee-Staudamm am Unterlauf des St. Paul River und das Firestone-Wasserkraftwerk am Farmington River sind die bisher einzigen Staudämme des Landes.

### Böden

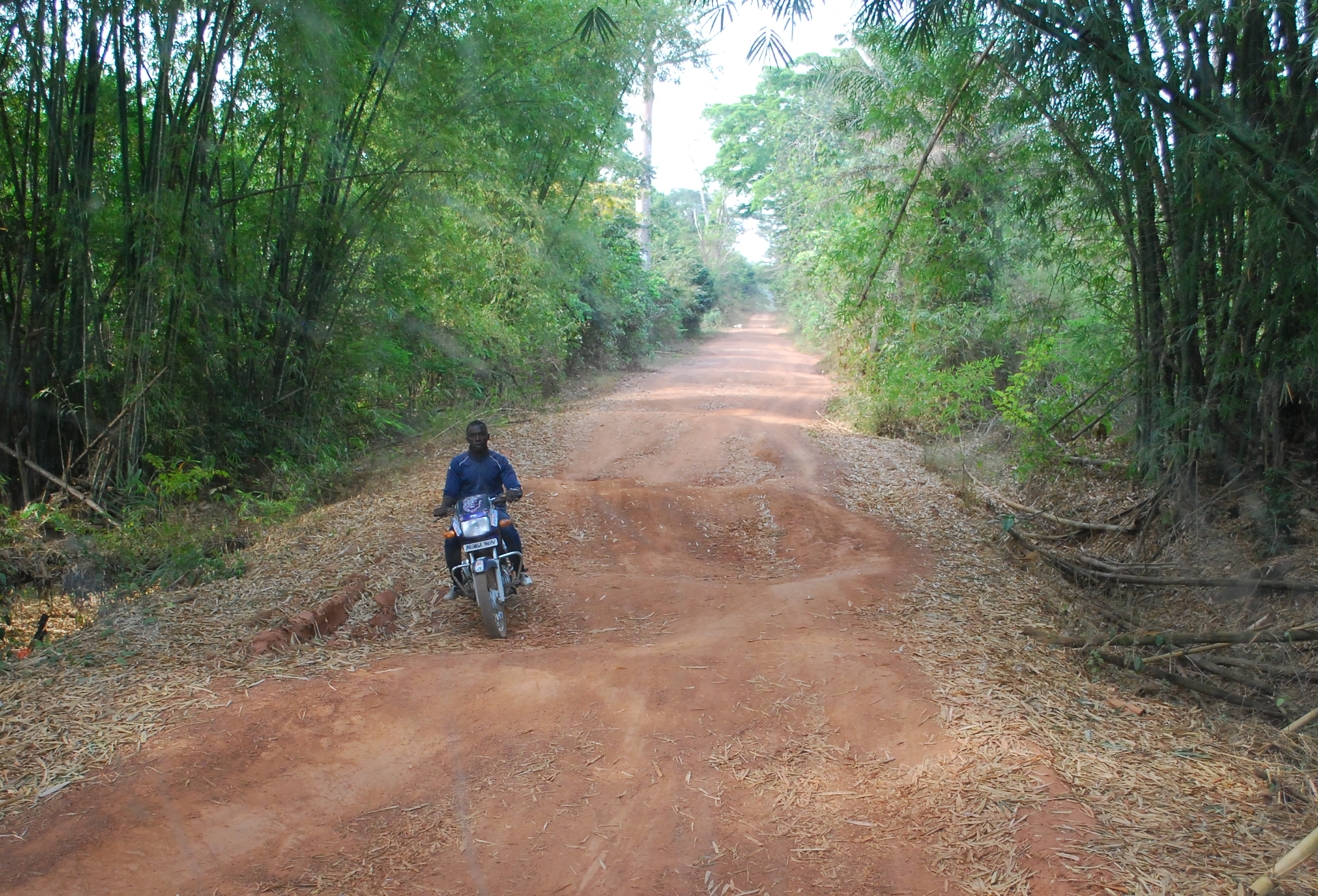
Highway im Busch in der Trockenzeit

Die immerfeuchten, warmen Bedingungen führen zu einer intensiven Verwitterung des Ausgangsmaterials mit Auswaschung der wasserlöslichen Nährstoffe, so dass die unter dem Aspekt des Nutzpflanzenanbaus nährstoffarmen Bodentypen vorherrschen:
In weiten Teilen des Landes sind Ferralsole dominant. Bei diesem Bodentyp liegt der Verwitterungshorizont extrem tief. Die gelösten Mineralien werden wegen der geringen Austauschkapazität des Bodens schnell ausgewaschen, so dass er nahezu keine Nährstoffe mehr enthält und diese nach einer Düngung auch nicht speichern kann. Die Nährstoffe sind in Vegetation und Streu enthalten. Nach einer Rodung wird der Boden innerhalb weniger Ernteperioden ausgelaugt. Ferralsole werden traditionell nur über Wanderfeldbau genutzt. Nutzungen durch Dauerkulturen wie Plantagen sind aber doch agrartechnisch möglich.
Vom Küstenstreifen bis auf etwa 150 m über NN dominieren orange-gelbe (xanthic) Ferralsole. Im gebirgigen Landesinneren liegen humose (humic) und verhärtete (plinthic) Ferralsole vor und an der Grenze zu Guinea typische (haplic) Ferralsole.
Im Endstadium der Verwitterung werden die Silikate ausgewaschen (Desilifizierung), so dass nur die Eisen- und Aluminiumoxide zurückbleiben (Ferrallitisierung). Diese können sich mit Tonpartikeln verkitten und verhärten dann nach einmaligem Trockenfallen irreversibel (Plinthitbildung). Danach ist das Bodenmaterial allenfalls noch als Baumaterial einsetzbar. Die Neigung zur Verhärtung ist fast landesweit zu beobachten. Besonders stark betroffene Böden (Plinthosole) sind vereinzelt mit Ferralsolen vergesellschaftet.
An der Grenze zur Elfenbeinküste und landesweit vergesellschaftet kommt auch den Acrisolen Bedeutung zu. Dies sind nährstoffarme, saure Böden mit einer Tonverlagerung. Sie neigen zur Verschlämmung und Verkrustung, weshalb gerodete Flächen schwer zu bearbeiten und sehr erosionsanfällig sind. Auf ihnen müssen säuretolerante Kulturen wie Ölpalmen angebaut werden, die den Boden möglichst immer bedecken.
Neben diesen großflächig dominanten Böden kommen noch weitere mit nennenswerter Verbreitung vor:
- Cambisole liegen als relativ fruchtbare, junge Böden, in den Flusstälern.
- Fluvisole bilden sich aus Flusssedimenten und befinden sich direkt an großen Flüssen.
- Gleysole liegen in den Feuchtgebieten und sind stark grundwasserbeeinflusst
- Leptosole sind sehr flachgründige Böden in den Gebirgslagen.[17]
- Nitisole sind junge, fruchtbare Böden, die kleinräumig im Bergland vorkommen
- Regosole sind die jungen, kaum ausgeprägten Böden auf den Dünen des Küstenstreifens.

### Flora und Fauna
Liberia ist einer der Biodiversitäts-Hotspots des afrikanischen Kontinents. Seit dem 19. Jahrhundert haben Forschungsexpeditionen in den dichten Regenwäldern Liberias immer wieder neue Arten entdeckt und beschrieben. Die Nationale Naturschutzbehörde listet das Vorkommen von 2200 Pflanzenarten, 193 Säugetierarten und 576 Vogelarten.
Typisch für die Vegetation Liberias sind die immergrünen Regenwälder. Im äußersten Norden des Landes gibt es auch einige Zonen, die als Feuchtsavanne gelten, die Küsten sind teilweise von Mangrovensümpfen bedeckt. Insbesondere Teak- und Mahagoni-Hölzer stellen besonders wertvolle Baumarten dar. Nur an Stellen, an denen weniger als 2000 mm Niederschlag pro Jahr fällt, sind die Wälder teilweise laubabwerfend.
Leoparden, Waldelefanten und Flusspferde sind die bekanntesten Großsäuger Liberias, die bis in die jüngste Vergangenheit auch Jagdwild waren. Im Sapo-Nationalpark im Osten des Landes lebt eine der weltweit letzten Populationen des Zwergflusspferdes.
Zu den seltenen Arten, die im Land vorkommen, gehören darüber hinaus:
- Die Liberia-Manguste oder Liberia-Kusimanse (Liberiictis kuhni) ist eine in Westafrika lebende Raubtierart aus der Familie der Mangusten. Sie wurde erst 1958 wissenschaftlich beschrieben und gilt als bedroht.[21]
- Die Dianameerkatze (Cercopithecus diana) ist eine Primatenart aus der Gattung der Meerkatzen (Cercopithecus).[22]
- Westafrikanische Stummelaffen sind Baumbewohner, jedoch bei ihrem Lebensraum flexibler als ihre östlichen Verwandten. Neben Regenwäldern finden sie sich etwa auch in Mangrovengebieten und baumbestandenen Savannen.[23]
- Jentink-Ducker (Cephalophus jentinki), eine Antilopenart, sind vom Aussterben bedroht. Die Art kommt nur noch in einzelnen Gebieten Sierra Leones, Liberias und der westlichen Elfenbeinküste vor. Ihr Überleben hängt stark davon ab, ob verbleibende Regenwaldgebiete, wie die des Sapo-Nationalparks geschützt werden können.[24]
- Die Gattung der Schimpansen unterteilt sich in zwei Arten, der Gemeine Schimpanse in weitere Unterarten. Die in Liberias Regenwäldern vorkommende westliche Unterart weicht im Schädelbau und auch in DNA-Sequenzen so stark von den anderen Unterarten ab, dass sie möglicherweise eine eigene Art darstellt.[25]

In den Regenwäldern des Landes findet sich eine Vielfalt von Tieren. Besonders zahlreich sind die Reptilienarten, darunter zum Beispiel Krokodile, ebenso eine Vielzahl mehr oder weniger giftiger Schlangenarten sowie Skorpione und Eidechsen. Artenreich sind auch die Insekten vertreten, bunte Schmetterlinge teilen sich den Luftraum mit Fledermäusen und Vögeln (auch Papageienarten). An Säugetieren werden beispielsweise Schimpansen, Antilopen und Zwerg-Flusspferde erwähnt. Aber auch Waldbüffel und Elefanten sowie die inzwischen selten gewordenen Leoparden sind hier beheimatet.
Die Küstengewässer sowie die zahlreichen Flüsse beherbergen eine Vielzahl von Fischarten und Schalentieren. Auch Schildkröten und Seevögel nutzen diesen Lebensraum. Eine Besonderheit stellen die von wechselnden Wasserständen und Brackwasserzonen geprägten Mangrovensümpfe dar.

### Holzeinschlag
Illegaler Holzeinschlag nahm im Zuge des Zweiten Bürgerkrieges 2003 deutlich zu. 2012 vergab Präsident Sirleaf Lizenzen zum Holzeinschlag von 58 % des Primärwaldes Liberias an Holzunternehmen. Nach internationalen Protesten wurden einige Lizenzen zurückgenommen. Im September 2014 stimmte Liberia einem Abkommen mit Norwegen zu, wonach aller Einschlag gestoppt wird und Liberia dafür 150 Millionen USD an Entwicklungshilfe erhält.

### Naturschutzgebiete
Die internationale Naturschutzorganisation Fauna & Flora International war die erste Organisation, die bereits 1997 ihre Arbeit in Liberia wieder aufnahm. Der Sapo-Nationalpark und das Naturschutzgebiet der Nimbaberge waren die ersten Erfolge des Projektteams. Der Gedanke des Naturschutzes wurde auch in der Überarbeitung der Gesetze und Bestimmungen zum Holzeinschlag im Regenwald eingearbeitet.
Parks, Naturschutzgebiete und Jagdgebiete (Safaris) zählten schon früh zu den touristischen Attraktionen Liberias.
Folgende von IUCN anerkannte Schutzgebiete bestehen (Stand 2023):
- Gola-Wald-Nationalpark
- Nationalpark Sapo
- Naturschutzgebiet Nimba-Berge[28]
- Ramsar-Gebiete

### Städte
Im Jahr 2023 lebten 54 Prozent der Einwohner Liberias in Städten. Die sechs größten Städte waren 2008:
- Monrovia (1.010.970 Einwohner)
- Gbarnga (45.835 Einwohner)
- Ganta (41.106 Einwohner)
- Buchanan (34.270 Einwohner)
- Zwedru (23.903 Einwohner)
- Harper (17.837 Einwohner)[30]

## Bevölkerung

### Demografie
Liberia hatte 2023 5,4 Millionen Einwohner. Das jährliche Bevölkerungswachstum betrug + 2,2 %. Zum Bevölkerungswachstum trug ein Geburtenüberschuss (Geburtenziffer: 31,0 pro 1000 Einwohner vs. Sterbeziffer: 8,6 pro 1000 Einwohner) bei. Die Anzahl der Geburten pro Frau lag 2022 statistisch bei 4,0, die der Region West- und Zentral-Afrika betrug 4,9. Die Lebenserwartung der Einwohner Liberias ab der Geburt lag 2022 bei 61,1 Jahren. Der Median des Alters der Bevölkerung lag im Jahr 2021 bei 17,9 Jahren. Im Jahr 2023 waren 40,0 Prozent der Bevölkerung unter 15 Jahre, während der Anteil der über 64-Jährigen 3,3 Prozent der Bevölkerung betrug.
2017 waren 2,1 % der Bevölkerung im Ausland geboren; dazu kommt starke interne Migration.
Der Prozess der Migration und Urbanisierung hält in der Metropolregion Monrovia an; das Siedlungsgebiet reicht bis zu 30 Kilometer in das Hinterland und führt zu einem Anstieg sozialer Spannungen. Ein Großteil der ländlichen Bevölkerung lebt in der nördlichen Grenzregion zu Guinea. Bei der letzten Volkszählung wurden etwa 10.000 bewohnte Siedlungen in Liberia ermittelt.

### Bevölkerungsstruktur

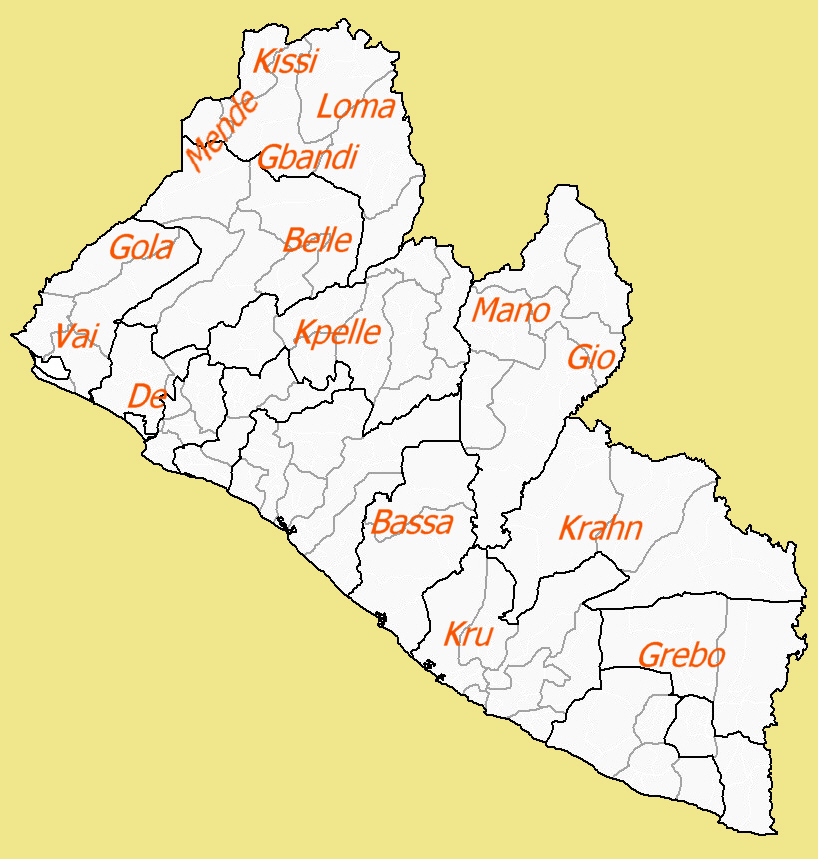
Völker Liberias (um 1970)

Artikel 27 der liberianischen Verfassung legt fest, dass nur Personen afrikanischer Abstammung („persons who are Negroes or of Negro descent“) die Staatsbürgerschaft erlangen können.
Es existiert eine von Afroamerikanern abstammende Bevölkerungsschicht, die Kreolen oder „Amerikoliberianer“ genannt werden; sie machen 2–5 % der Bevölkerung Liberias aus und sind größtenteils Christen. Als Minderheit leben noch etwa 8.000 Libanesen in Liberia.
Die 16 indigenen ethnischen Gruppen Liberias unterteilen sich in zwei unterschiedliche Kultur- und Sprachgruppen. Die einen gehören zu den Mandevölkern: Die Kpelle, die in der Landesmitte traditionell als Hackbauern leben, stellen 20,3 % der Bevölkerung. Im Norden leben Gio oder Dan mit 8 % und die Mano mit 7,9 %. Weitere bedeutende Mandevölker sind die Loma mit 5,1 % und die Vai mit 3 % Bevölkerungsanteil.
Die zweite Gruppe bilden die Völker, die Kwa-Sprachen sprechen: Davon sind die größte Volksgruppe die Bassa um Buchanan, die 13,4 % der Landesbevölkerung ausmachen und vielfach im Bergbau sowie als Hausbedienstete tätig sind. An der Küste östlich von Greenville spielen die Kru mit einem Einwohneranteil von 6 % eine wichtige Rolle in seemännischen und technischen Berufen; mehr als 400 Jahre lang waren sie als Matrosen auf der Westafrikaroute geschätzt. Weitere Kwa-Völker sind die Grebo mit 10 % und die Krahn mit 5 %. Weiterhin gibt es noch die Volksgruppen der Gola mit 4,4 %, der Kissi, Malinke (Mandingo) und Bela.
In der Praxis des Zusammenlebens der verschiedenen Teile der liberianischen Gesellschaft entwickelte sich seit den 1860er Jahren in Liberia ein Patronage-System, indem die Familien der ameriko-liberianischen Oberschicht in ihren Haushalten und im familiären Umfeld Kinder und Jugendliche aus Familien der indigenen Bevölkerung aufnahmen, um sie durch Schul- und Berufsausbildung an sich zu binden. Im Ergebnis dieser zunehmenden Verflechtung mit der Oberschicht entstand eine tief verwurzelte Abhängigkeit und Ergebenheit der autochthonen Bevölkerung gegenüber den Ameriko-Liberianern.
Infolge der Bürgerkriege in den Nachbarländern Sierra Leone und Elfenbeinküste befanden sich 2008 noch etwa 12.600 Flüchtlinge aus Sierra Leone in Liberia; gleichzeitig lebt eine etwa gleich große Anzahl von liberianischen Bürgerkriegsflüchtlingen in westafrikanischen Staaten oder hat um politisches Asyl in europäischen Staaten ersucht.

### Sprachen und Schriften
Keine der westafrikanischen Sprachen hat bisher im nationalen Rahmen Liberias eine dominierende Position einnehmen können. Der Staat Liberia benutzt als Amtssprache de facto das Englische, bei dem es sich um das modifizierte liberianische Englisch handelt, das mit zahlreichen Lehnwörtern aus einheimischen Sprachen durchsetzt ist. Mittlerweile bezeichnen 2,5 Prozent der Bevölkerung – Nachfahren der aus den Vereinigten Staaten zurückgesiedelten befreiten Sklaven, Englisch als Muttersprache.
Im täglichen Leben überwiegt der Gebrauch der Sprachen einzelner Volksgruppen. Mande wird im Westen und Norden des Landes gesprochen und Kru im Osten und Süden. Weitere Sprachen in Liberia sind Gola und Kpelle.
Einige dieser Völker sind durch hohe Leistungen bei der Entwicklung eigener Schriften bekannt geworden. Die Vai-Schrift stellt eine Besonderheit unter den Schriften dar: Sie wurde entwickelt, um die westafrikanischen Familien- und Ortsnamen und weitere Personendaten in den Kirchenbüchern zu notieren. Die Schrift wurde von gebildeten Mitgliedern der Volksgruppe der Vai beherrscht, die derartige Daten an die Behörden melden mussten. Diese Silbenschrift besteht aus 226 Zeichen (Vokale oder Silben) und wurde 1849 vom Missionar S. W. Koelle erstmals beschrieben. Einheimische Quellen berichteten, dass die Vai-Schrift zwischen 1829 und 1839 erfunden wurde. Alle bekannt gewordenen Dokumente der Vai-Schrift werden im Museum Monrovias gesammelt.
Daneben haben auch die Bassa, die Kpelle, die Mende und Loma jeweils eigene Schriftsysteme und Alphabete für ihre Muttersprachen (die Bassa Vah-Schrift, die Kpelle-Schrift und die Mende-Schrift). Inzwischen hat allerdings die lateinische Schrift die einheimischen Schriftsysteme weitgehend verdrängt.

### Religionen
Laut Zensus von 2008 sind etwa 85,6 Prozent der Bevölkerung (vorwiegend in der Küstenregion) Christen, 12,2 Prozent sind Muslime und nur noch 0,6 Prozent bekennen sich zu den traditionellen Religionen. 1,4 % haben keine Religion. Die in der Folge angegebenen Zahlen der Gläubigen widersprechen diesem Ergebnis.
Der National Muslim Council of Liberia in Monrovia wurde von Shaykh Kafumba Konneh angeführt und vertritt die etwa 670.000 gläubigen Muslime.
Die Römisch-katholische Kirche hat in Liberia 166.000 Gläubige. Es bestehen drei Bistümer: das Erzbistum Monrovia mit 132.600 Gläubigen, das Bistum Cape Palmas mit 19.100 Gläubigen und das Bistum Gbarnga mit 14.300 Gläubigen. Die Einteilung erfolgte in den 1950er Jahren.
Die Bischöfliche Methodistenkirche begann in Liberia 1833 eine Arbeit. Sie war eine Vorgängerin der Evangelisch-methodistischen Kirche (englisch: The United Methodist Church). Bischof der Evangelisch-methodistischen Kirche für Liberia ist Reverend Dr. Samuel J. Quire Jr. Diese Kirche hatte 281.007 Kirchenglieder im Land (Stand: ca. 2017). Die methodistische Kirche mit der zweithöchsten Mitgliederzahl in Liberia ist The African Methodist Episcopal Church (ca. 42.000 Kirchenglieder etwa 2005).
An der Spitze der 35.600 Gläubigen der Lutherischen Kirche von Liberia steht Bischof Sumoward E. Harris.
Die Protestantische Eposkipalkirche von Liberia ist Teil der Anglican Communion, Province of West Africa. Diese Kirche wurde bereits 1836 in Liberia gegründet und trat 1982 der Kirchenprovinz Westafrika bei. Metropolit der Kirchenprovinz ist der amtierende Bischof von Accra in Ghana. Der Bischof von Liberia mit Amtssitz in Monrovia war bis 2011 Reverend Edward Neufville; sein Bistum hat gegenwärtig etwa 20.000 Gläubige.
Die Pfingstkirche Assemblies of God zählt 14.500 Gläubige; sie hat 287 Gemeinden und wurde bereits 1908 gegründet. An der Spitze steht der General Superintendent Jimmie K. Dugbe.
Die Providence Baptist Church in Liberia wird von Reverend A. Momolue Diggs geleitet und hat etwa 2500 Gläubige. Die Kirche hat 300 Pfarreien (congregations) und betreibt acht Schulen. The Liberian Baptist Missionary and Educational Convention Inc. wurde bereits 1880 in Monrovia (Hauptsitz) gegründet; er steht gegenwärtig unter der Präsidentschaft von Reverend J.K. Levee und Reverend Charles W. Blake als Generalsekretär.
Der Einfluss der USA ist auch in der Religionsausübung fühlbar; hierbei wächst besonders der Einfluss der Methodisten, der Baptisten, Presbyterianer und der Episkopalen. Ihre ersten Missionsgesellschaften nahmen bereits kurz nach der Gründung der Republik Liberia ihre Arbeit auf.
Die Zeugen Jehovas zählen in Liberia mehr als 6000 Gläubige.

### Bildung und Forschung

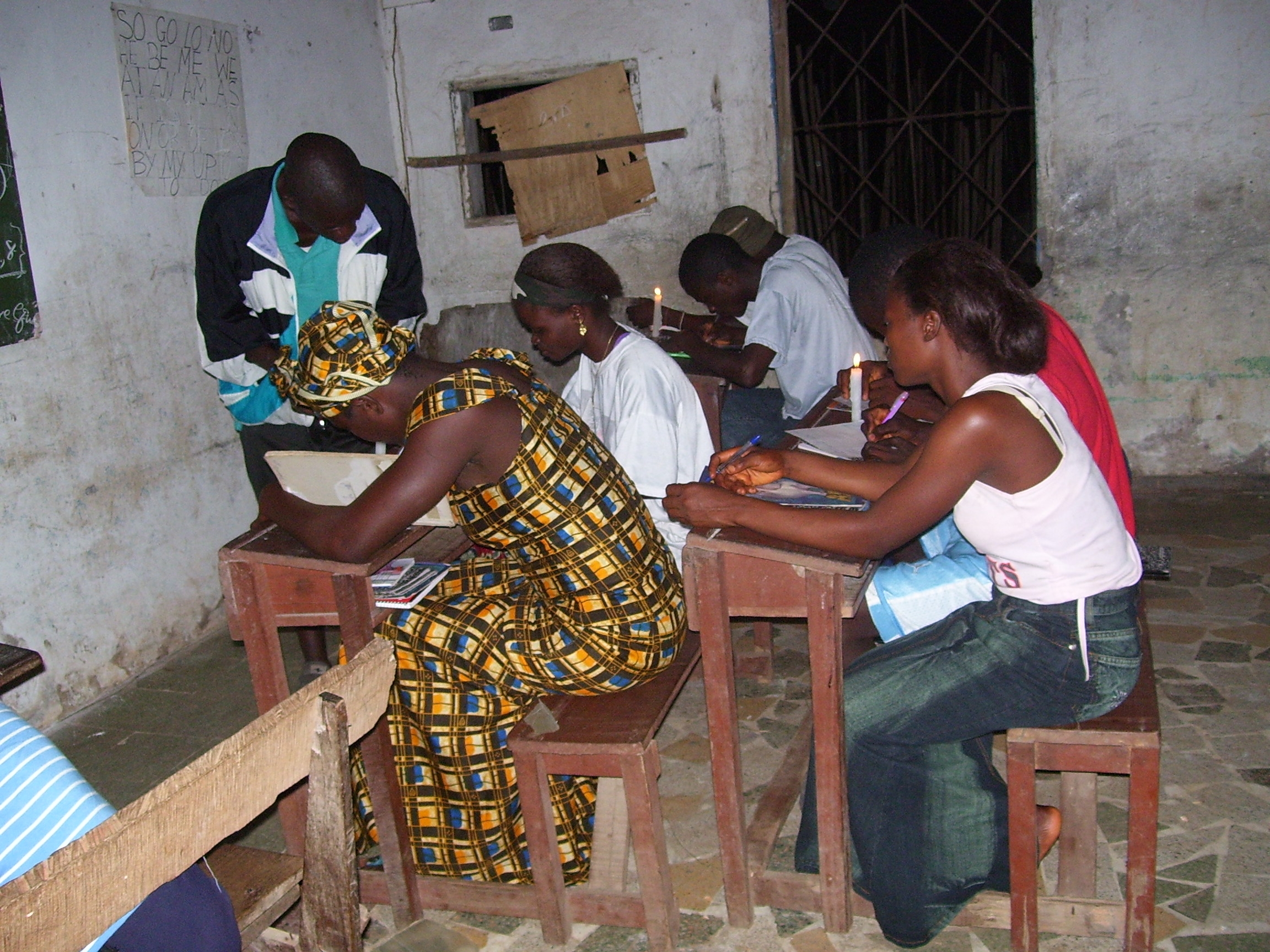
Erwachsenenbildung von Liberianern

Das staatliche liberianische Bildungssystem ist kostenlos und besteht aus Grund- und Hauptschule (primary and secondary education). Der reguläre Schulbesuch ist gesetzlich auf 9 Schuljahre festgesetzt. Nach Angaben der Regierung wurden seit 1999 jeweils 10 Prozent des jährlichen Staatsbudgets in Bildung investiert. Die Einschulung erfolgt im Alter von 7 Jahren; der Besuch der Grundschule währt in der Regel sechs Schuljahre. Im Alter von 13 Jahren beginnt die Hauptschulausbildung, die auch in zwei aufeinanderfolgenden dreijährigen Ausbildungsphasen zum Abitur führen kann. Nach Angaben von Hilfsorganisationen können seit 2002 lediglich 40 Prozent der Schulpflichtigen wieder am Unterricht teilnehmen, da die schulische Infrastruktur in vielen ländlichen Gebieten nur rudimentär vorhanden ist. Schulunterricht nach europäischem Maßstab wird demnach nur in den größeren Städten und im Umkreis von christlichen Missionsstationen angeboten. Die Mehrzahl der aus muslimisch geprägten Elternhäusern stammenden Kinder besucht nur die Koranschule.
Die lebensnotwendigen und traditionellen Kenntnisse der liberianischen Landbevölkerung werden in althergebrachter Weise vermittelt. Sowohl Jungen wie Mädchen werden ab einem bestimmten Alter vor dem Erreichen der Pubertät von ihren Familien getrennt und in abgeschotteten Gruppen auf ihr Leben als Erwachsene vorbereitet. Man nennt diese Gruppen „Poroschule“; Mädchen werden in die „Sande“ aufgenommen. Sie erlernen dort von wenigen Ausbildern die traditionellen Bräuche, auch geheime Riten und die zum Überleben notwendigen Fertigkeiten. Die Jugendlichen erwerben den erforderlichen Respekt für die Autoritäten und Hierarchien in ihrer Gruppe und der Gesellschaft. Nach der drei- bis vierjährigen „Ausbildung“ werden diese Jugendlichen festlich in den Kreis der Erwachsenen aufgenommen und erhalten in der Gemeinschaft neue Rechte und Pflichten zugeteilt. Erst als Erwachsene finden sie die Möglichkeit, sich für einen Schulbesuch zum Erlernen von Lesen und Schreiben zu entscheiden. Mädchen erhalten tendenziell weniger Schulbildung.
Verschiedene Projekte der Regierung verfolgen das Ziel, die Bildungsangebote zu verbessern. Auch werden Alphabetisierungskampagnen durchgeführt, um die in der Bürgerkriegszeit entstandenen Defizite zu kompensieren. Mary Antoinette Brown-Sherman war die erste Rektorin einer afrikanischen Universität. In ihrer Amtszeit (1978–1984) wurde eine Internatsschule in Fendall (Universität Primary School) gegründet.
Die Alphabetisierungsrate lag 2015 bei 47,6 % der Bevölkerung.
 Bildungseinrichtungen 
- Liberia ist ein Schwerpunktland der African Methodist Episcopal Zion Church. Das Christian Education Department A.M.E. Zion Church betreibt in Monrovia die A.M.E. Zion University zur Ausbildung von Pastoren und Seelsorgern.
- Das Booker T. Washington Institute (BWI) befindet sich in Kakata. Es wird in privater Trägerschaft geführt und besteht seit den 1950er Jahren. Es unterrichtet über 5000 Jugendliche und ist somit die größte Berufsschule des Landes. Die BWI hat einen hervorragenden Ruf, kann aber trotz hoher Gebühren der Anfragen nicht Herr werden.
- Eine weitere, im Jahr 2000 aber endgültig geschlossene Bildungseinrichtung war das College of West Africa (CWA) in Monrovia. Seine Funktion übernahm die J. J. Roberts United Methodist School (JJRUMS).
- In Suacoco bei Gbarnga befindet sich eine der ältesten (privaten) Universitäten Afrikas: das Cuttington University College. Es wurde bereits 1889 in Harper (Cape Palmas) gegründet und 1948 in das Hinterland verlegt. Das College unterhält enge Beziehungen zu Bildungseinrichtungen in den USA.[61]
- Mit ausländischer Unterstützung wurde ein Weiterbildungszentrum für Forstwirtschaft – das Forest Development Autorithy (FDA) – und ein Institut für Industrie- und Wirtschaftsförderung – das Liberian Opportunities Industralization Center (LOIC) – gegründet.[62]
- Die staatliche University of Liberia ist die größte Universität des Landes und befindet sich in Monrovia. Die Universität hat die einzige rechtswissenschaftliche Fakultät des Landes.[63] 2011 wurde weit außerhalb Monrovias, in Fendall, ein riesiger Universitätscampus vorsichtig in Betrieb genommen. Dieser war von der chinesischen Regierung erbaut worden; der Umzug musste jedoch wegen Pfusch und schweren Baumängeln wieder gestoppt werden. 2013 fielen sämtliche rund 25.000 Studienplatzanwärter durch die Aufnahmeprüfung.[64] Daraufhin wurden die Anforderungen gesenkt, so dass letztlich 1600 Studenten zugelassen werden konnten.
- Ein Teil der dringend benötigten Mediziner werden an der neu gegründeten (privaten) St. Luke School Of Medicine in Monrovia ausgebildet.
- Das Stella Maris Polytechnic ist eine staatliche Technische Hochschule in Monrovia. Sie ging aus dem Arthur Barclay Technical Institute und dem Don Bosco Polytechnic College hervor.
- Mit Unterstützung der Evangelisch-methodistischen Kirche (The United Methodist Church; siehe oben: Religionen) wird gegenwärtig die United Methodist University of Liberia (UMU) aufgebaut.[65]
- Die William V. S. Tubman University in Harper ist die zweite staatliche Universität. Sie ging aus dem William V.S. Tubman College of Technology hervor, das 1978 in Tubmans Heimatstadt gegründet worden war.

Für gemeinsame Bildungsprojekte und gegenseitige Anerkennung der Hochschulabschlüsse trat Liberia dem West African Examinations Council (WAEC) bei. Hierbei handelt es sich um eine Vereinigung englischsprachiger Länder.

### Gesundheit
Die Gesundheitsausgaben des Landes betrugen im Jahr 2021 16,6 % des Bruttoinlandsprodukts. Aufgrund der schlechten Infrastruktur und fehlender finanzieller Mittel fehlt es im Gesundheitssystem an qualifiziertem Personal, Medikamenten und medizinischem Gerät – insbesondere in den ländlichen Regionen. Die medizinische Versorgung ist selbst in der Hauptstadt Monrovia auf niedrigstem Niveau. Im Jahr 2020 praktizierten in Liberia 1,5 Ärztinnen und Ärzte je 10.000 Einwohner. Apotheken sind zwar weit verbreitet, die Qualität der angebotenen Medikamente ist jedoch manchmal zweifelhaft. Rund drei Viertel aller medizinischen Einrichtungen werden von – zumeist ausländischen – Nichtregierungsorganisationen betrieben. Ein Problem stellt zudem die Korruption im Gesundheitswesen dar. Der Gesundheitszustand der Menschen ist daher eher schlecht. Die Sterblichkeit bei unter 5-jährigen betrug 2022 73,2 pro 1000 Lebendgeburten. Die Lebenserwartung der Einwohner Liberias ab der Geburt lag 2022 bei 61,1 Jahren (Frauen: 62,4, Männer: 59,8). Die Lebenserwartung stieg von 51,4 Jahren im Jahr 2000 bis 2022 um 19 %. Zu den häufigsten Todesursachen zählen Malaria, Durchfallerkrankungen und Atemwegsinfektionen.
Die HIV-Quote liegt bei geschätzten 1,9 Prozent (2019). Damit liegt sie über dem internationalen Durchschnitt von ca. einem Prozent, aber Liberia gehört damit nicht zu den Hochprävalenzländern. Im Alltag leiden HIV-infizierte Menschen unter Stigmatisierung und der Zugang zu HIV-spezifischer Gesundheitsversorgung ist stark eingeschränkt.
Die Weltgesundheitsorganisation (WHO) weist auf ihren Informationsseiten zu Liberia auf gesundheitliche Risiken hin. Liberia gilt als ein Hochrisikogebiet für verschiedene Krankheiten. Häufig auftretende Tropenkrankheiten sind Gelbfieber, Cholera und Dengue-Fieber. Malaria ist ganzjährig und in allen Landesteilen ein Problem, für die meisten Krankheitsfälle ist die gefährliche Malaria tropica verantwortlich. Medikamente zur Malariaprophylaxe sind in vielen Apotheken erhältlich, wobei vor allem die von Indern betriebenen eine mit westlichem Standard vergleichbare Auswahl und auch Qualität anbieten.
Schwerpunkte der gegenwärtigen Gesundheitspolitik der WHO in Liberia sind die Verbesserung der medizinischen Infrastruktur. 250 Anlagen (einschließlich Krankenhäuser, Gesundheitszentren und Kliniken) wurden entweder saniert oder neu aufgebaut. So wurde 2011 in der Stadt Tapeta im Nimba County von der chinesischen Regierung ein großes Krankenhaus selbst mit Computertomographie errichtet, wofür aber noch das nötige Fachpersonal fehlt. Zudem sind viele Geräte defekt und wegen häufiger Korruption wird nicht repariert. Unterernährung ist immer noch verbreitet; sie trifft hauptsächlich Frauen und Kinder. 2018 galten 37,5 % der Bevölkerung als unterernährt.

## Geschichte

### Ur- und Frühgeschichte

Lage und Ausdehnung westafrikanischer Reiche

Erst in den 1970er Jahren wurde eine systematische landesweite Untersuchung der Ur- und Frühgeschichte Liberias begonnen. Diese kaum zehn Jahre andauernde Forschungskampagne lieferte wichtige Aussagen und Belege für die Besiedlungsgeschichte des Landes.
Die früheste Besiedlung des heutigen Staatsgebietes von Liberia setzte in der späten Jungsteinzeit von Norden kommend ein. Die zuwandernden Gruppen nutzten die savannenartige Landschaft in der Nimba-Region zunächst als Jagdrevier. Ein Vordringen bis zur Küste des Atlantiks erfolgte entlang der Flussläufe, diese boten den Menschen Nahrung und Orientierung. Es fanden sich bevorzugt auf Schotterflächen am Ufer der größeren Flüsse charakteristische Steinabschläge und Werkzeugreste dieser ersten Siedler, die das Leben von Wildbeutern führten.
Als Periplus bekannte Reisebeschreibungen antiker Autoren berichten von den Expeditionen des Sataspes und Hannos. Sie gelten inzwischen als glaubhafte Belege der ersten planmäßigen Erkundungsfahrten entlang der afrikanischen Küsten bis in den Golf von Guinea und ergänzten die zuvor bereits von ägyptischen Pharaonen in Auftrag gegebenen Forschungsreisen in das Innere des Kontinentes.
Die in Westafrika entstandenen Reiche am Niger waren seit dem 13. Jahrhundert in heftige Kämpfe untereinander verwickelt, die häufige Flüchtlingsströme auslösten, hierbei dienten auch die nach Süden angrenzenden tropischen Regenwaldgebiete als Rückzugsraum. Mit Zunahme dieser Kämpfe blieben offenbar Gruppen dieser Flüchtlinge im Regenwald zurück und sonderten sich so von ihren bisherigen Volksgruppen und deren Feinden ab. Sie bewahrten dabei Reste ihrer Sprache, Riten und Bräuche.

### Der Weg zur Staatsgründung

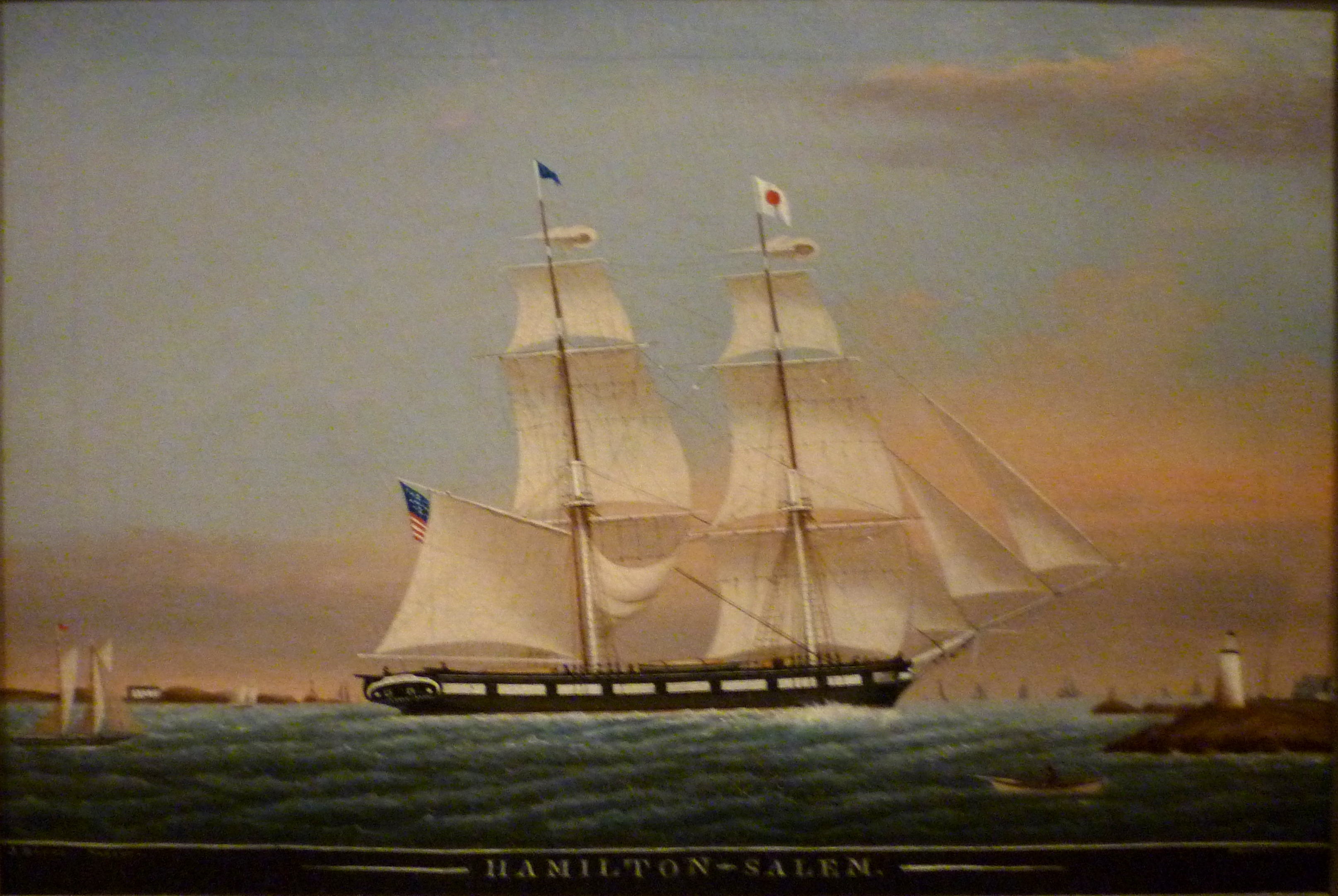
Versorgungsschiff USS Hamilton

Im letzten Drittel des 15. Jahrhunderts erreichten Portugiesen die Küste des heutigen Liberia, erkundeten das Land jedoch nicht weiter. Der Landstrich wurde als Guinea-Küste, später auch als Pfefferküste bezeichnet. 1822 kaufte die American Colonization Society, eine Gesellschaft von weißen US-Amerikanern, den Küstenstreifen, um dort freigelassene ehemalige Sklaven aus den Vereinigten Staaten anzusiedeln und gleichzeitig selbst Kolonialherren zu werden. Konflikte zwischen den Nachkommen ehemaliger Sklaven und länger ansässigen Ethnien prägen das Land bis heute. Zu Beginn des Amerikanischen Bürgerkrieges lebten dort rund 12.000 Afroamerikaner. 1847 erklärte Liberia unter Präsident Joseph Jenkins Roberts seine Unabhängigkeit, die zeitnah von vielen europäischen Staaten, von den USA aber erst 1862 anerkannt wurde, und wurde einer der ersten unabhängigen Staaten auf dem afrikanischen Kontinent.

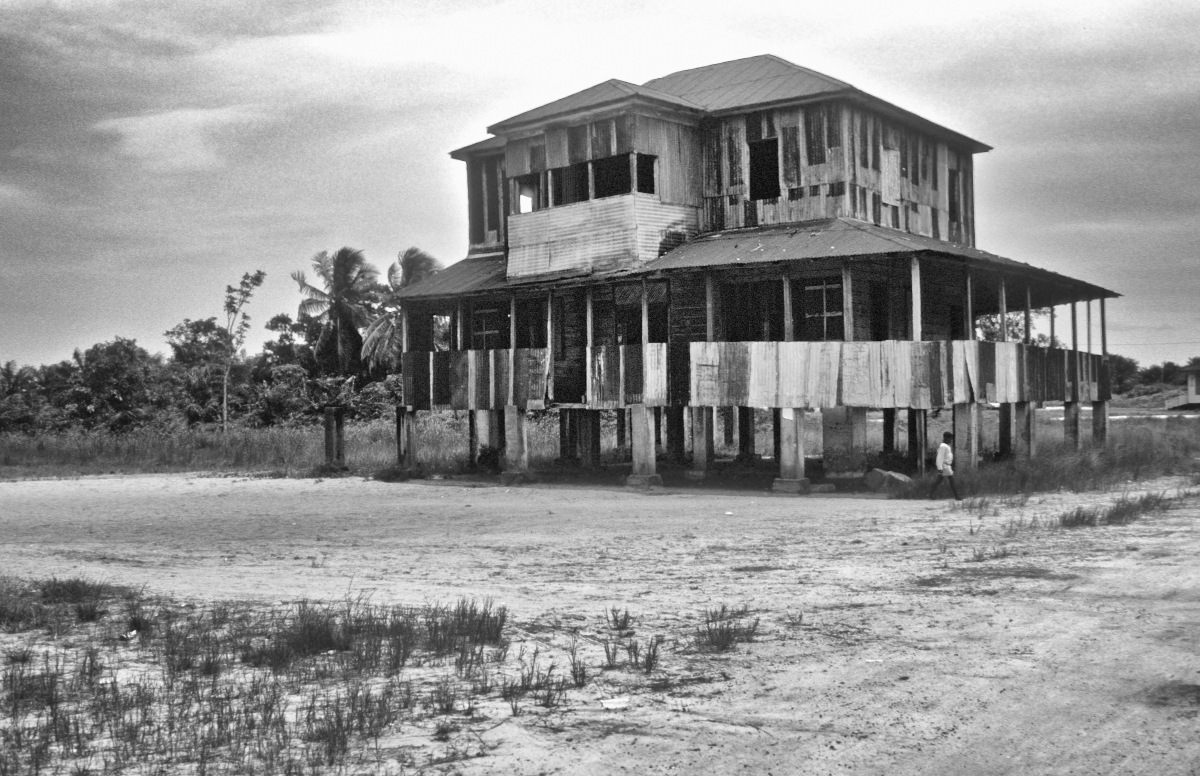
Siedlerhaus in Robertsport, Liberia, 1983

Nach der Berliner Kongokonferenz im Winter 1884/1885 mussten Teile des Landes an Frankreich abgetreten werden. Der Einfluss der USA verhinderte eine vollständige Annexion. Von 1878 bis 1980 übte allein die True Whig Party die Macht aus, die von der ameriko-liberianischen Elite beherrscht wurde.

### Liberia im 20. Jahrhundert
Präsident Garretson W. Gibson war der erste Staatspräsident Liberias im 20. Jahrhundert. Mit seiner Amtszeit sind die erstmalige Gewährung der Bürgerrechte an die indigene Bevölkerung Liberias verbunden.
Ursprünglich stand das Stimmrecht nur männlichen Liberianern amerikanischer Abstammung und freigelassenen afrikanischen Sklaven zu, die sich in Liberia niedergelassen hatten. Die Wähler mussten über ein regelmäßiges Einkommen verfügen. 1907 wurden männliche indigene Liberianer, die Steuern zahlten, ebenfalls mit dem Stimmrecht ausgestattet.
1926 wurde unter Präsident Charles D. B. King den US-Firmen Firestone und Goodrich ein Teil des Staatsgebietes für Gummiplantagen für 99 Jahre überlassen. Der US-Industrie-Magnat Harvey Samuel Firestone gründete in Liberia, in der Nähe der Orte Harbel und Cavalla die größte Kautschukplantage der Welt. Nach der internationalen Verurteilung des  Fernando-Po-Skandals durch den Völkerbund trat Kings Regierung zurück, ihm folgte der mit der Aufdeckung des Skandals betraute Anwalt Edwin Barclay als nächster Präsident.
1944 wurde William S. Tubman zum Präsidenten Liberias gewählt. Er entwickelte sich in seiner insgesamt 27-jährigen Präsidentschaft zu einem der einflussreichsten afrikanischen Staatspräsidenten bei der UNO, der OAU und in den westlichen Staaten. 1950 stellte Kautschuk noch einen Anteil von fast 90 Prozent am Gesamtexportvolumen Liberias, es bestand somit eine totale wirtschaftliche Abhängigkeit des Landes von den USA. Tubman verdankte seinen Erfolg auch der wirtschaftlichen Entwicklung Liberias, als reiche Erz- und Diamantenvorkommen entdeckt wurden. Die amerikanische Firma Lamco (Liberian American-Swedish Minerals Company) richtete eine Eisenerzschmelze im Hafen von Buchanan ein und baute eine Eisenbahnlinie bis hinauf in die Nimba-Berge, wo das Erz gebrochen wurde.
Im Referendum vom 7. Mai 1946 wurde auch das aktive und passive Wahlrecht für Frauen eingeführt, wenn sie über Grundbesitz oder anderes Vermögen verfügten oder eine Hütte besaßen und Steuern dafür bezahlten; nach abweichenden Quellen wurde dies erst 1947 beschlossen. Mit dieser Festlegung war zwar formal das allgemeine Wahlrecht für beide Geschlechter erreicht, aber in der Praxis zielte das Gesetz auf die Diskriminierung von Frauen ab. Die einschränkende Bedingung wurde in den 1970er Jahren abgeschafft, und die Verfassung von 1986 garantierte das uneingeschränkte allgemeine Wahlrecht. Frauen übten ihr Wahlrecht erstmals 1951 aus. Die erste Wahl einer Frau (Ellen Mills Scarborough) ins nationale Parlament fand 1960 statt.
1971 wurde William R. Tolbert junior liberianischer Präsident. Wie auch sein Vorgänger Tubman versuchte er die afrikanische Bevölkerung im Hinterland sozial zu integrieren.

### Militärputsch und Bürgerkrieg
Die Anhebung des Preises für Reis löste 1979 landesweite Demonstrationen und Unruhen aus. Am 12. April 1980 übernahm Samuel K. Doe nach einem Militärputsch die Macht. Damit begann eine 20-jährige Phase der politischen Instabilität. Am 6. Januar 1986 wurde Samuel Doe unter einer neuen Verfassung als Präsident und Regierungschef vereidigt. In der folgenden Zeit lähmten Korruption und Vetternwirtschaft Wirtschaft und Handel. Der US-Kongress suspendierte wegen anhaltender Verstöße des Regimes die Militärhilfe für Liberia.
Im Dezember 1989 kam es zum Bürgerkrieg in Liberia. Die National Patriotic Front of Liberia (NPFL) unter Charles Taylor drang von der Elfenbeinküste nach Liberia ein. Am 9. September 1990 wurde Doe durch eine von Yormie Johnson geführte Gruppe gefasst und zu Tode gefoltert.  In der Folgezeit verhinderte die westafrikanische Eingreiftruppe ECOMOG unter Anführung der Streitkräfte Nigerias eine Machtübernahme Taylors. Die ECOMOG suchte dabei auf Drängen Nigerias bewusst, Taylor von der Macht fernzuhalten und gab dadurch ihre eigentlich neutrale Position in diesem Konflikt auf.  Im April 1996 kam es erneut zum Bürgerkrieg. Besonders heftige Kämpfe gab es in der Hauptstadt Monrovia und es traten hier bald wieder große Schwierigkeiten in der Lebensmittel- und Wasserversorgung auf. Im August 1996 wurde ein erneutes Friedensabkommen  geschlossen, wie beim ersten Mal in Abuja (Nigeria), deshalb als Abuja II bezeichnet.
Charles Taylor gewann in der Folge die Wahlen in Liberia 1997 mit 75,33 % der Stimmen. Am 19. September 1998 kam es erneut zu Kämpfen zwischen Regierungssoldaten der Armed Forces of Liberia (AFL) und Roosevelt Johnsons Kämpfern der United Liberian Movement for Democracy in Liberia-Johnson (ULIMO-J) in Monrovia.

### Nach dem Bürgerkrieg
Nachdem der Waffenstillstand der Bürgerkriegsparteien 2003 besiegelt war, verließ der seit 1997 regierende Präsident Charles Taylor das Land.  Ihm folgte am 11. August Vizepräsident Moses Zeh Blah im Amt nach. Charles Gyude Bryant war zwischen dem 14. Oktober 2003 und dem 16. Januar 2006 Übergangspräsident seines Heimatlandes.
Aus den Präsidentschaftswahlen vom November 2005 ging Ellen Johnson-Sirleaf (Unity Party) mit etwa 59,4 Prozent der Stimmen als Siegerin hervor. Damit setzte sie sich in zwei Wahlgängen gegen 22 Kandidaten durch, unter denen George Weah (Congress for Democratic Change) derjenige war, der mit ihr gemeinsam die Stichwahl erreichte, dort aber unterlag. Sie ist die erste Frau, die durch eine Wahl das Amt eines Staatsoberhauptes in Afrika erlangte. Bei der Wahl 2011 kam Sirleaf im ersten Wahlgang am 11. Oktober auf 43,9 Prozent der Stimmen, ihr Herausforderer Winston Tubman vom Kongress für Demokratischen Wandel (CDC) auf 32,7 Prozent. Bei der Stichwahl im November erreichte Sirleaf rund 90 Prozent. Ihr Gegenkandidat war nicht angetreten. Die Wahl wurde überschattet von gewaltsamen Ausschreitungen. Daher war die Wahlbeteiligung gering; sie lag nach Angaben von Experten bei 37 Prozent.
Zur Wahl 2017 trat Ellen Johnson-Sirleaf nicht mehr an und George Weah wurde zum Präsidenten Liberias gewählt. Auch im Parlament wurde seine Partei Congress for Democratic Change stärkste Partei. Die Machtübergabe lief reibungslos und friedlich. In Anerkennung ihrer erfolgreichen Regierungsführung und ihrer Verdienste um die Demokratisierung Liberias wurde Ellen Johnson-Sirleaf 2018 mit dem Mo-Ibrahim-Preis ausgezeichnet. Bei den Wahlen 2023 unterlag Weah knapp seinem Herausforderer Joseph Boakai (Unity Party), der damit seit Januar 2024 als Präsident im Amt ist.

## Politik

### Politisches System
Die seit 1847 bestehende Republik Liberia ist der zweitälteste unabhängige Staat Afrikas (nach Äthiopien). Die erste Verfassung Liberias wurde bereits am 5. Januar 1839 mit den Hauptvertretern der American Colonization Society inhaltlich beraten und beschlossen. Die Textform bezeichnete das neue Staatswesen als präsidiale Republik des Commonwealth of Liberia.

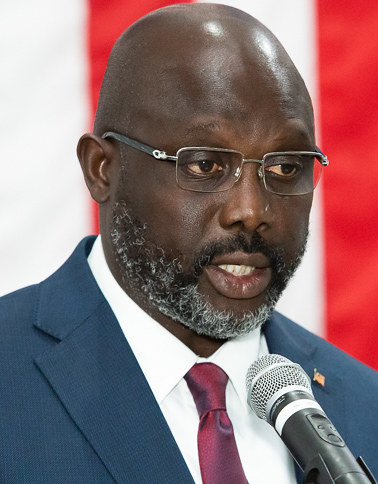
Der bis 22. Januar 2024 amtierende Präsident George Weah

1984 wurde eine neue Verfassung durch Volksabstimmung angenommen, die sich wie die vorhergehende eng an das US-amerikanische Modell anlehnt. Die Legislative liegt beim Parlament. Das Parlament besteht (nach amerikanischem Vorbild) aus zwei Kammern:
1. der Senat verfügt über 30 Senatoren
2. das Repräsentantenhaus verfügt über 64 gewählte Abgeordnete.[42] Alle Abgeordneten und Senatoren werden durch das Mehrheitswahlrecht bestimmt, wobei die 15 Verwaltungsbezirke („Counties“) Liberias jeweils zwei Senatoren für eine Amtszeit von neun Jahren entsenden.[10][42] Problematischer ist die Bestimmung der Wahlkreise für das Repräsentantenhaus; hier bestimmt die Anzahl der registrierten Wähler, wie viele Wahlkreise im jeweiligen County zu bilden sind.[42] Durch die Bürgerkriegsfolgen befinden sich noch immer zehntausende Menschen in Camps und Flüchtlingslagern, sodass eine exakte Überprüfung der Wahllisten erschwert wird.[10]

Der für sechs Jahre gewählte Präsident ist nach der Verfassung von Liberia zugleich Staatsoberhaupt, Regierungschef und Oberbefehlshaber der liberianischen Streitkräfte.
1946 wurde das Frauenwahlrecht eingeführt, doch generell war das Wahlrecht an Grundbesitz und Steuerfähigkeit gekoppelt. Ellen Mills Scarbrough wurde 1959 als erste Frau in das Repräsentantenhaus von Liberia gewählt und war damit die erste Frau in dem Parlament von Liberia.
Ellen Johnson Sirleaf von der Unity Party war vom 16. Januar 2006 bis zum 22. Januar 2018 die 24. Präsidentin von Liberia und die erste Frau, die durch eine Wahl das Amt eines Staatsoberhauptes in Afrika erlangte. 2011 erhielt sie den Friedensnobelpreis.

### Justizwesen
Nach dem Staatsstreich von 1980 wurde im Februar 1982 das zuvor aufgelöste People’s Supreme Court als Oberstes Gericht Liberias wieder „installiert“.
Zuständig für die Bestätigung von Wahlergebnissen ist seit Januar 1992 ein aus fünf Mitgliedern bestehender unabhängiger Supreme Court (Oberster Gerichtshof).
Henry Reed Cooper steht gegenwärtig als Chief Justice of the Supreme Court of Liberia an der Spitze des Justiz-Systems.
Liberias Justizwesen befindet sich ebenfalls im Aufbau; es gibt jedoch nur eine sehr geringe Anzahl von Gerichtsgebäuden, Richtern und Staatsanwälten. Die Kenntnis und Respektierung der Gesetze ist kaum ausgeprägt; in weiten Teilen des Landes erfolgen Prozesse nach althergebrachten archaischen Gesetzen oder den religiösen Vorschriften der Scharia.
Die Haftbedingungen in den liberianischen Gefängnissen sind hart und manchmal lebensbedrohend. Im Gegensatz zu europäischen Rechtssystemen regeln in weiten Teilen Liberias noch konservative Moralvorstellungen, indigene Gesetze und Traditionen das Zusammenleben in den ländlichen Regionen. Dort existiert auch die Praxis der Vergewaltigung in der Ehe sowie häusliche Gewalt gegen Kinder und die international geächtete Genitalverstümmelung bei Frauen.

### Politische Indizes
| Name des Index                     | Indexwert    | Weltweiter Rang | Interpretationshilfe | Jahr |
| ---------------------------------- | ------------ | --------------- | --- | ---- |
| Fragile States Index               | 86,9 von 120 | 35 von 179      | Stabilität des Landes: große Warnung 0 = sehr nachhaltig / 120 = sehr alarmierend Rang: 1 = fragilstes Land / 179 = stabilstes Land | 2024 |
| Demokratieindex                    | 5,57 von 10  | 80 von 167      | Hybridregime 0 = autoritäres Regime / 10 = vollständige Demokratie                                                                  | 2024 |
| Freedom in the World Index         | 64 von 100   | —               | Freiheitsstatus: teilweise frei 0 = unfrei / 100 = frei                                                                             | 2024 |
| Rangliste der Pressefreiheit       | 65,1 von 100 | 60 von 180      | Erkennbare Probleme für die Pressefreiheit 100 = gute Lage / 0 = sehr ernste Lage                                                   | 2024 |
| Korruptionswahrnehmungsindex (CPI) | 27 von 100   | 135 von 181     | 0 = sehr korrupt / 100 = sehr sauber                                                                                                | 2024 |

### Innen- und Sicherheitspolitik sowie Korruptionsbekämpfung
Der erfolgreiche Wiederaufbau des Staatsapparates ist eine wesentliche Voraussetzung für die Zukunft des Landes. Seit 1990 ist die ECOWAS-Friedenstruppe ECOMOG im Land, die vorwiegend von Nigeria und Ghana gestellt wird. Auf Druck der ECOWAS wurde der Friedensprozess Mitte der 1990er Jahre fortgesetzt.
Korruption ist immer noch ein Hauptproblem in allen Ebenen des Staatsaufbaus.
 Reorganisation der Polizei 

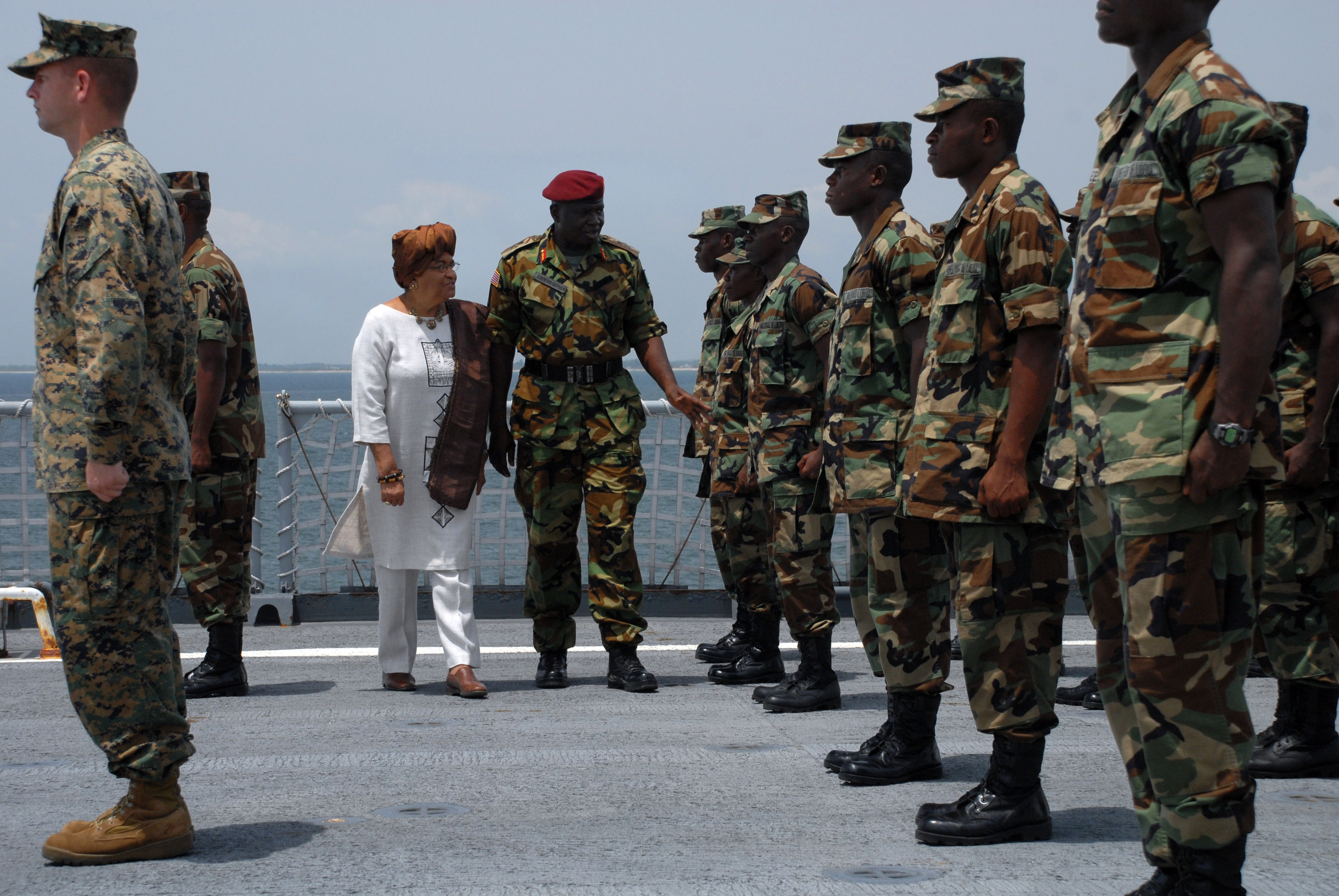
Liberianische Soldaten auf dem US-amerikanischen Kriegsschiff Fort McHenry

Mit einem Mandat der UNO befinden sich seit dem Ende des Bürgerkrieges etwa 15.000 Angehörige der UNMIL-Friedenstruppen und 1100 UNPOL-Offiziere im Land und helfen die Aufrechterhaltung der inneren Sicherheit zu gewährleisten. Die liberianische Nationalpolizei (LNP) wird unter Beteiligung der UNPOL umstrukturiert, rekrutiert, geschult und mit modernisierter Technik ausgerüstet. Seit 2004 wurden 3500 LNP-Offiziere eingesetzt. Die Polizeipräsenz kann aber noch nicht verhindern, dass es zu Fällen von Gewalt und Selbstjustiz kommt.

### Außen- und Verteidigungspolitik
Liberia ist Mitglied folgender internationaler Organisationen und Staatenbünde:
- Afrikanische Union (AU)
- Gemeinschaft der Sahel-Saharanischen Staaten (CEN-SAD) seit 2004
- Mano River Union (MRU) seit 1973 als Gründungsmitglied, seit 2004 nach Ausschluss während des Bürgerkrieges
- Organisation für Afrikanische Einheit (OAU) seit 1963 als Gründungsmitglied
- Vereinte Nationen (UNO) seit 2. November 1945
- Westafrikanische Währungszone (WAMZ)
- Westafrikanische Wirtschaftsgemeinschaft (ECOWAS)

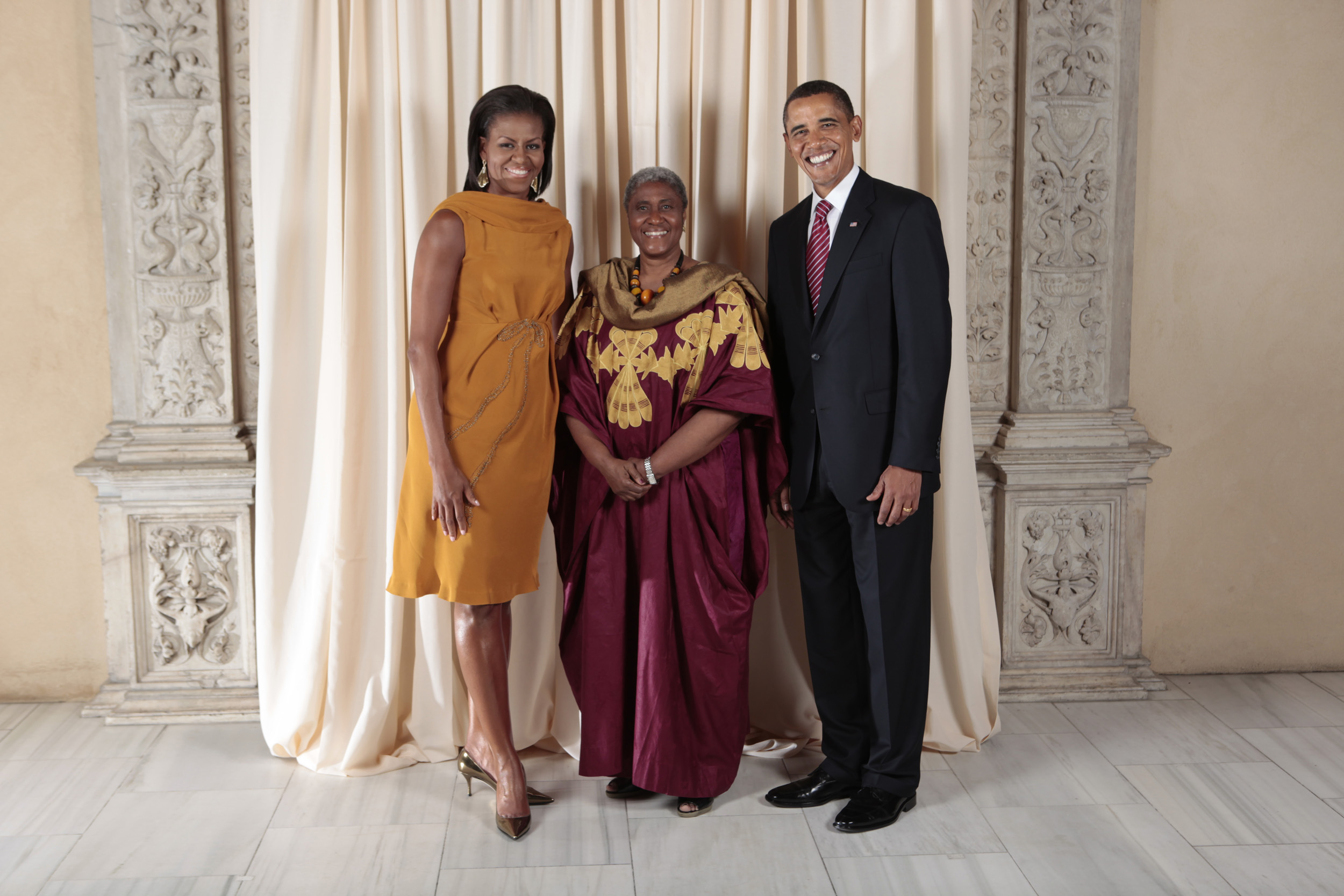
Fototermin anlässlich eines Treffens Präsident Barack Obamas und der First Lady Michelle Obama mit der liberianischen Außenministerin King-Akerele.

Liberia zählte seit den 1980er Jahren zu den instabilsten und gefährlichsten Staaten der Welt. Nach dem Bürgerkrieg versucht Liberias Regierung, ihre traditionellen Bindungen und Beziehungen zu den USA zu festigen. Im Vorfeld eines Staatsbesuch des US-Präsidenten George W. Bush am 21. Februar 2008 äußerte dieser, dass die Vereinigten Staaten keine neuen US-Militärbasen in Afrika planten, obwohl die liberianische Präsidentin Sirleaf sich als bisher einziger Führer eines afrikanischen Landes dafür eingesetzt hatte, das Hauptquartier des U.S. Africa Military Command in Liberia einzurichten. Die Ansiedlung des AFRICOM erfolgte in Europa (Stuttgart), da die Afrikanische Union und ihre Mitglieder den Zielen des AFRICOM misstrauten und die Vereinigten Staaten daher kein afrikanisches Gastgeberland für die Behörde fanden.
Auch der vorherige Präsident Bill Clinton und seine Frau und ehemalige Außenministerin Hillary Clinton besuchten Liberia regelmäßig, um Unterstützung für Hilfsprojekte zu organisieren.
Im Rahmen ihrer Afrikareise besuchte Bundeskanzlerin Angela Merkel im Oktober 2007 die Hauptstadt Monrovia. Bei dieser Gelegenheit wurde den mitreisenden Wirtschaftsvertretern eine Verbesserung der deutsch-liberianischen Wirtschaftsbeziehungen zugesichert.
Gleichzeitig wachsen die Bemühungen der Volksrepublik China, in Liberia Einfluss zu gewinnen. Chinesische Entwicklungshelfer und Techniker bemühen sich um den Aufbau der zerstörten Infrastruktur – im Gegenzug erwartet China bevorzugte Verträge bei der Rohstoffversorgung mit Kautschuk, Eisenerz und beim Import chinesischer Produkte durch Liberia. Als ein bleibendes Zeichen der „Guten Beziehungen“ übergab der chinesische Botschafter in Liberia im Juni 2010 den neu erbauten Fendall-Campus der University of Liberia.

### Diplomatische Vertretungen

Diplomatische Vertretungen Liberias

Liberia hat aufgrund seiner pro-westlichen Haltung in den afrikanischen Staaten viel Ablehnung erfahren, daher haben nur wenige afrikanische Staaten mit Liberia diplomatische Beziehungen aufgenommen. Im Verlauf des Bürgerkrieges verließen fast alle Diplomaten aus Sicherheitsgründen das Land und kamen nur zögerlich zurück. Die Botschaften der Bundesrepublik Deutschland, der Schweiz und Österreichs wurden nach Accra, die Hauptstadt von Ghana, evakuiert. Die Deutsche Botschaft im Stadtteil Congo Town in Monrovia hat (Stand 2019) keine Visaabteilung.
Unter der ehemaligen Regierung der Präsidentin Ellen Johnson Sirleaf wurden verstärkt asiatische Staaten zur Wirtschaftskooperation angesprochen und diplomatische Beziehungen vereinbart; jüngstes Beispiel (Juni 2010) ist das Emirat Kuwait.

### Militär
Die Streitkräfte Liberias (englisch Armed Forces of Liberia (AFL)) gehen auf eine Miliz zurück, die im 19. Jahrhundert von den ersten schwarzen Kolonisten Liberias gegründet wurde. Sie wurden 2008 neu organisiert und stehen unter dem Kommando des Präsidenten Liberias. Militärischer Befehlshaber ist Brigadier General Daniel Dee Ziankahn. Die AFL umfassen ca. 2100 Soldaten des Heeres und eine kleine Küstenwache mit 2 Booten.

### Verwaltungsgliederung
Der Staat Liberia gliedert sich in 15 Regionen (Countys). Die liberianische Regierung ernennt die 15 Verwaltungschefs (County Superintendent und District Commissioner) dieser nachgeordneten Einheiten. Die Städte verfügen über gewählte Bürgermeister und Stadträte. Großen Einfluss auf das politische Geschehen im Lande üben traditionelle Führer auf den unterschiedlichen Ebenen (Town Chief, Clan Chief und Paramount Chief) aus. Dieser Zwiespalt setzt sich auch im Rechtswesen fort, wo öffentliche und traditionelle Gerichtsbarkeit nebeneinander bestehen.
| Nr  | Region                  | Hauptstadt   | Bevölkerung (2008) | Fläche (km²) | Gründung |
| --- | ----------------------- | ------------ | ------------------ | ------------ | -------- |
| 01  | Bomi County             | Tubmanburg   | 0.082.036          | 01.942       | 1984     |
| 02  | Bong County             | Gbarnga      | 0.328.919          | 08.772       | 1964     |
| 0 3 | Gbarpolu County         | Bopolu       | 0.083.758          | 09.689       | 2001     |
| 04  | Grand Bassa County      | Buchanan     | 0.224.839          | 07.936       | 1839     |
| 05  | Grand Cape Mount County | Robertsport  | 0.129.055          | 05.162       | 1844     |
| 06  | Grand Gedeh County      | Zwedru       | 0.126.146          | 10.484       | 1964     |
| 07  | Grand Kru County        | Barclayville | 0.057.106          | 03.895       | 1984     |
| 08  | Lofa County             | Voinjama     | 0.270.114          | 09.982       | 1964     |
| 09  | Margibi County          | Kakata       | 0.199.689          | 02.616       | 1985     |
| 10  | Maryland County         | Harper       | 0.136.404          | 02.297       | 1857     |
| 11  | Montserrado County      | Bensonville  | 1.144.806          | 01.909       | 1839     |
| 12  | Nimba County            | Sanniquellie | 0.468.088          | 11.551       | 1964     |
| 13  | River Cess County       | Cestos City  | 0.065.862          | 05.594       | 1985     |
| 14  | River Gee County        | Fish Town    | 0.067.318          | 05.113       | 2000     |
| 15  | Sinoe County            | Greenville   | 0.104.932          | 10.137       | 1843     |

## Wirtschaft
Die Wirtschaft von Liberia ist durch große Gegensätze gekennzeichnet. Das Land zählte nach dem Zweiten Weltkrieg zu den fortschrittlichsten Ländern Afrikas und hatte unter der Herrschaft von William Tubman nach Japan das höchste Wirtschaftswachstum der Welt. Durch die liberianischen Bürgerkriege wurden allerdings viele Errungenschaften zerstört. Während des Bürgerkriegs sank das Pro-Kopf-Einkommen auf unter 125 Euro.
Liberia ist heute daher eines der ärmsten Länder der Erde. International wurden 420 Millionen Euro als Entwicklungshilfe bereitgestellt und Liberia ist in viele multinationale Gemeinschaften eingebunden. Nach einer Studie der Washingtoner Organisation Fund for Peace und des US-Politmagazins „Foreign Policy“ hat Liberia in den Jahren seit dem Ende des Bürgerkrieges die deutlichste Verbesserung im Fragile State Index vollbracht; dieser bewertet die politische, soziale und wirtschaftliche Lage des jeweiligen Staates.
Die Wirtschaft ist stark von Erlösen aus Rohstoffexporten (Gummi) und den Erlösen aus dem Schiffsregister beeinflusst. Die internationalen Sanktionen gegen den liberianischen Staat zum Handel mit Diamanten und Holz konnten aufgehoben werden, so dass die Ausfuhren dieser Waren positiv zum Wirtschaftswachstum beitragen werden. Präsidentin Johnson-Sirleaf hat erste Schritte zur Bekämpfung der Korruption, Anreize für private Investitionen und eine Werbeinitiative zur Unterstützung von internationalen Gebern unternommen.
Im Global Competitiveness Index, der die Wettbewerbsfähigkeit eines Landes misst, belegt Liberia Platz 131 von 138 Ländern (Stand 2016). Der Index für wirtschaftliche Freiheit 2024 des Landes war der 145 höchste von 176 Ländern.
| Jahr                                    | 2010  | 2015  | 2016   | 2017   | 2018   | 2019   | 2020   | 2021  | 2022  | 2023   |
| --------------------------------------- | ----- | ----- | ------ | ------ | ------ | ------ | ------ | ----- | ----- | ------ |
| BIP in Mrd. USD (Kaufkraftparität)      | 5,5   | 7,6   | 7,6    | 7,9    | 8,5    | 8,9    | 8,2    | 8,1   | 9,1   | 9,8    |
| BIP pro Kopf in USD (Kaufkraftparität)  | 1.413 | 1.709 | 1.654  | 1.683  | 1.763  | 1.801  | 1.615  | 1.561 | 1.711 | 1.811  |
| BIP-Wachstum (real)                     | 6,4 % | 0,0 % | −1,6 % | 2,5 %  | 1,2 %  | −2,5 % | −3,0 % | 5,0 % | 4,8 % | 4,6 %  |
| Inflation (in Prozent)                  | 7,3 % | 7,7 % | 8,8 %  | 12,4 % | 23,5 % | 27,0 % | 17,0 % | 7,8 % | 7,6 % | 10,1 % |
| Staatsverschuldung (in Prozent des BIP) | 25 %  | 25 %  | 29 %   | 32 %   | 37 %   | 49 %   | 59 %   | 53 %  | 54 %  | 59 %   |

### Staatshaushalt
Der Staatshaushalt umfasste 2016 Ausgaben von umgerechnet 743 Mio. US-Dollar, dem standen Einnahmen von umgerechnet 613 Mio. US-Dollar gegenüber. Daraus ergibt sich ein Haushaltsdefizit in Höhe von 6,1 % des BIP.
Die Staatsverschuldung betrug 2016 39,5 % des BIP.
|                                 | 2000 | 2001 | 2002 |
| ------------------------------- | ---- | ---- | ---- |
| Landwirtschaft                  | 400  | 391  | 432  |
| Bergbau                         | 1    | 0,2  | 0,1  |
| Industrie                       | 38,1 | 43,1 | 30,3 |
| Energieerzeugung                | 3    | 3    | 2,8  |
| Bauwirtschaft                   | 8    | 8,7  | 8,3  |
| Binnenhandel                    | 21,1 | 21,2 | 28,2 |
| Transport und Telekommunikation | 24,4 | 24,3 | 28,2 |
| Finanzdienstleistungen          | 15,1 | 14,6 | 13,9 |
| Verwaltungsdienste              | 16,9 | 14,1 | 12,3 |

### Außenhandel
Nach einer viele Jahrzehnte währenden Abhängigkeit von den USA hat sich Liberia auf neue Handelspartner eingestellt. Wichtigste Abnehmer für Liberias Exporte waren 2008 Belgien mit 48 Prozent und Italien mit 10 Prozent der Gesamterlöse des Landes; inzwischen wird eine deutliche Verschiebung zugunsten der Volksrepublik China erwartet. Als wichtigste Lieferstaaten für Liberias Importe treten Südkorea mit 27 Prozent, Japan mit 25 Prozent und Singapur mit 7 Prozent in Erscheinung. Diese Staaten beliefern Liberia mit Schiffsneubauten und -reparaturdienstleistungen. Auch Deutschland besitzt mit 14 Prozent noch einen beachtlichen Marktanteil.
Exportgüter sind Naturkautschuk und Gummi, Tropenholz, Eisenerz, Diamanten, Kakao, Kaffee, Ananas. Nach dem Eisenerz ist Kautschuk das zweitwichtigste Exportgut des Landes. Die Präsidentin Johnson-Sirleaf erwartet von dem Abkommen mit Arcelor Mittal eine Signalwirkung für weitere ausländische Investitionen in die liberianische Wirtschaft. Aber auch die Abhängigkeit von ausländischen Kapitalgebern trägt zu den Problemen des Landes bei.

### Seewirtschaft
Liberia betreibt formal die zweitgrößte Handelsflotte der Welt. Nach dem Zweiten Weltkrieg flaggten immer mehr europäische, amerikanische und asiatische Schiffsbetreiber ihre Schiffe nach Liberia aus. Das liberianische Schiffsregister umfasste 2019 Schiffe mit einer Gesamttonnage von 124,1 Millionen Bruttoregistertonnen. Die Handelsflagge Liberias gilt als „Billigflagge“.

### Landwirtschaft
|              | 2000  | 2001 | 2002 |
| ------------ | ----- | ---- | ---- |
| Reis         | 183,4 | 145  | 110  |
| Süßkartoffel | 18    | 18   | 18   |
| Maniok       | 440,5 | 480  | 480  |
| Yams         | 22    | 26   | 26   |
| Zuckerrohr   | 250   | 255  | 255  |
| Bananen      | 110   | 110  | 110  |
| Orangen      | 7     | 7    | 7    |
| Kautschuk    | 105   | 107  | 108  |
| Palmöl       | 174   | 174  | 174  |

Etwas mehr als 70 Prozent der Liberianer leben von der Landwirtschaft, die zur Selbstversorgung betrieben wird. Meist arbeitet man im Brandrodungsbau, der nicht nur zur Auslaugung der Böden und zur Vernichtung wertvoller Waldbestände beiträgt, sondern auch nicht geeignet ist, eine Marktproduktion zu errichten, d. h. eine Produktion, die über die Selbstversorgung hinausgeht. Die Hauptnahrungsmittel sind Maniok, Reis, Mais und Süßkartoffeln. Liberia ist ein wichtiges Anbaugebiet für Maniok, in Liberia unter dem Namen Cassava bekannt. Der Anbau wird im Familienbetrieb (Kleinbauern) betrieben und konzentriert sich auf die zentralen Provinzen Bong, Nimba und Grand Bassa.
Weitere, traditionell für den Export in die USA bestimmte Anbauprodukte sind Zuckerrohr, Baumwolle, Kaffee, Kakao und Ölpalmprodukte. Große Flächen des Waldes wurden für malaysische und britische Investoren gerodet, um Ölpalmen anzubauen. Die Vorkommen an über 100 wertvollen Arten von Tropenhölzern aus den zehn staatlichen Forstbezirken (Gbi, Gio, Gola, Grebo, Krahn-Bassa, Kpelle, Nimba, Sapo, South-Belle, North-Belle und Vai) sind stark zurückgegangen. Ein Teil der Forstgebiete soll nun dauerhaft unter Naturschutz gestellt werden, küstennahe Gebiete sollen an ausländische Holzkonzerne mit strengen Auflagen konzessioniert werden.

### Fischereiwirtschaft
Auf den Fischereisektor entfallen rund fünfzehn Prozent des BIP des Landes.
Seit Jahrhunderten betrieben Bewohner Liberias eine einfache Küstenfischerei mit Netzen. Die Hochseefischerei wird seit den 1970er Jahren auch mit relativ modernen Fischkuttern betrieben; 1988 besaß Liberia 55 Fischtrawler. Die Fischerei und die damit verbundenen Zulieferindustrien und Gewerbe bieten Beschäftigung für 20.000 Menschen.
1999 gab es fünf kommerzielle Unternehmen in Liberia, die mit den angegliederten Fischfabriken und Kühlhäusern rund 6000 Menschen im Fang und Verarbeitungsbereich beschäftigen. Die wirtschaftlich bedeutendste Speisefischart mit 80 Prozent im Fangaufkommen ist Ethmalosa (Ethmalosa fimbriata). Gefangen werden auch Garnelen, Westafrikanischer Kreuzwels (Arius seemani) und Blue Threadfin (Eleutheronema tetradactylum). In den Flüssen des Landes werden Buntbarsche (Tilapia nilotica) und der Afrikanische Waller (Clarias luzerra) bevorzugt.
Für die Ernährung werden auch Muscheln, Kopffüßer und Krebstiere gefangen.

### Dienstleistungssektor
Der Dienstleistungssektor gehört zu den am stärksten wachsenden Wirtschaftsbereichen. In der Hauptstadt markieren zahlreiche Neubauten von Banken die belebende Konjunktur. Das private Transportwesen entwickelt sich besonders in der Metropolregion Monrovias. Zahlreiche Taxis und Pick-Up-Unternehmen entstanden hier. Große Erwartungen setzt man in den Ausbau des Freihafens.

### Industrie
Vor dem Bürgerkrieg stützte sich die Wirtschaft zu einem großen Teil auf die Förderung von Eisenerz. Mit Investitionen im Wert von 1 Milliarde US-Dollar des Stahlkonzerns Arcelor Mittal soll die Eisenerzindustrie nun wieder revitalisiert werden. Es werden direkt 3500 und indirekt 15.000 bis 20.000 neue Arbeitsplätze geschaffen, sobald die Produktion hochgefahren werden kann.
Eine weitere Dominante ist der Kautschuk. 1926 wurde den US-Firmen Firestone und Goodrich ein Teil des Staatsgebietes für Gummiplantagen für 99 Jahre überlassen. Firestone gründete 50 Kilometer östlich von Monrovia in Harbel die größte Kautschukplantage der Welt. 1950 stellte Kautschuk einen Anteil von fast 90 Prozent am Gesamtexportvolumen Liberias. Noch immer besitzt Naturkautschuk einen hohen Wert und behauptet sich gegen chemische Derivate. Die liberianische Regierung hat deshalb ein Wiederaufbauprogramm für die Kautschuk-Plantagen beschlossen; sie spricht von einer Agro-Industrie.
Die industrielle Herstellung von Beton-Formteilen besitzt eine große Bedeutung für den Wiederaufbau der Infrastruktur. In mehreren Küstenstädten befinden sich Fabrikationsstätten.
Als Folge des Bürgerkrieges musste 1982 der Betrieb der Liberia-Petroleum-Raffinerie eingestellt werden. In den 1970er Jahren Statussymbol für den wirtschaftlichen Aufschwung Liberias, ist die Anlage bereits in wesentlichen Teilen demontiert worden.

### Bergbau

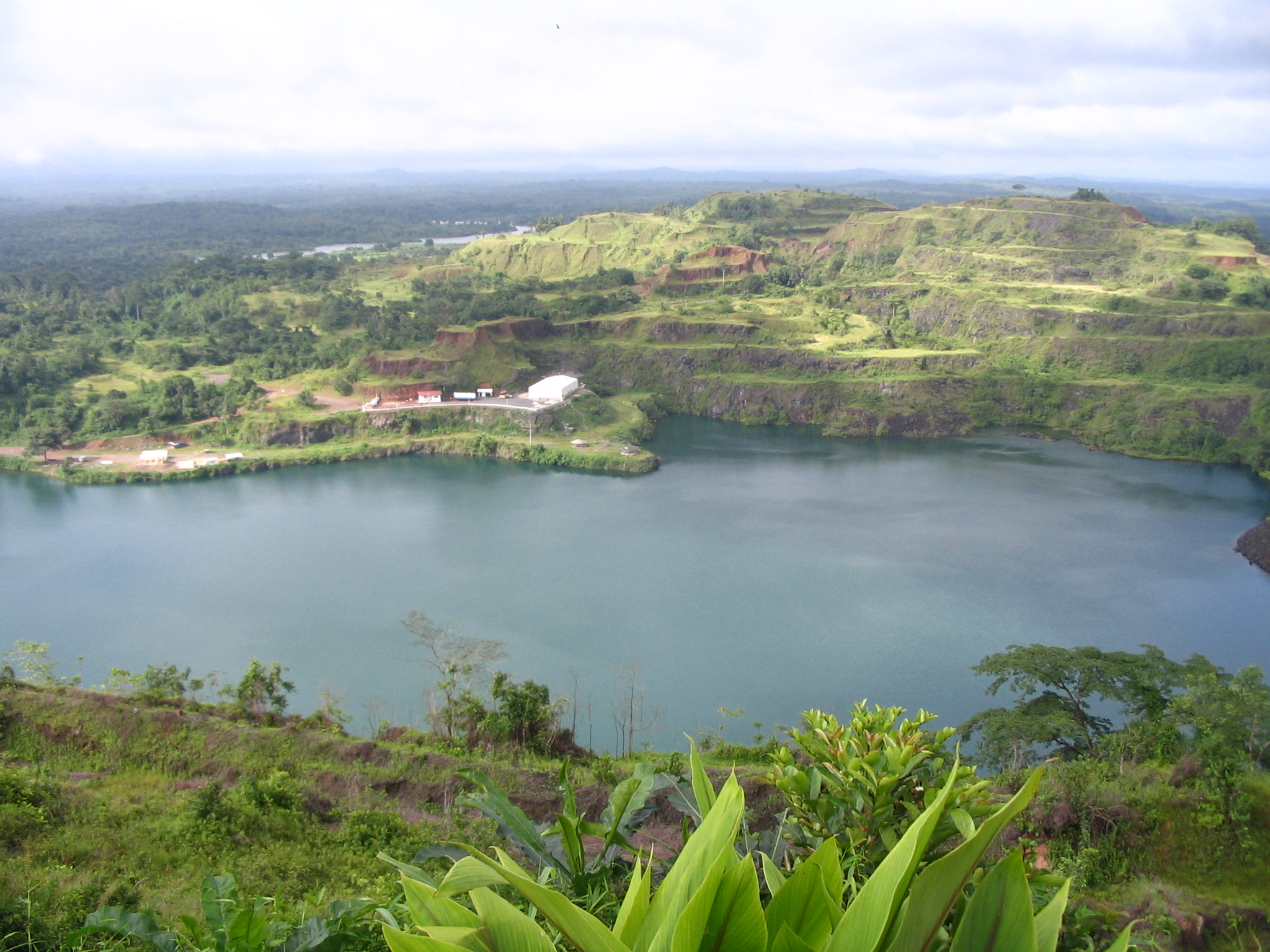
Stillgelegtes Bergbaugebiet an der Nordgrenze

Der wichtigste Bodenschatz ist Eisenerz. In der Nimba-Region wird noch etwa eine Milliarde Tonnen Erz prognostiziert; das Erz liefert gegenwärtig 60 Prozent der Exporterlöse. Mangan, Baryt, Kyanit, Columbit und Gold sind in abbauwürdigen Mengen vorhanden. Diamanten werden an der Grenze zu Sierra Leone gefunden.
Die in Liberia befindlichen Eisenerzvorkommen bildeten eine wesentliche Grundlage der wirtschaftlichen Entwicklung des Landes. Es gibt fünf Konzessionsgebiete, die mit liberianischer Beteiligung ausgebeutet werden:
Das bedeutendste Gebiet lag in der Nimba-Range, konzessioniert an die Liberian-American-Swedish Mining Company (LAMCO). Die bedeutenden Lagerstätten setzen sich auch jenseits der Grenze (Guinea) fort, und dieses Land plant eine eigene Bahnlinie aufzubauen, um das Erz abzubauen. Gegenwärtig arbeiten zudem chinesische Techniker an der Instandsetzung der Bahnlinie vom Erzhafen Buchanan nach Santiquelle im Nimba Range.
Bereits in den 1950er Jahren begann die DELIMCO – ein deutsch-liberianisches Stahlkonsortium (auf deutscher Seite: Thyssenkrupp und Hoesch AG) – mit dem Aufbau der Bergwerksanlagen in der Bong-Range- und Putu-Range-Region. Es wurden 500 Millionen US-Dollar investiert und die komplette Infrastruktur, zu der auch die Bong-Mining-Bahn gehört, aufgebaut. Die Abbaukonzessionen für die Lagerstätten im Wologizi Range wurden an die Liberia Iron and Steel Company (LISCO) vergeben, die im Westen des Landes gelegenen Lagerstätten gingen an die National Ironore Company (NIOC) und die Liberian Mining-Company (LMC).
In einigen Gebieten im Westen des Landes werden Diamanten gefunden. Die Edelsteine wurden in den Bürgerkriegsjahren auch als Blutdiamanten bezeichnet, da die Aufständischen mit erbeuteten Diamanten ihre Waffen finanzieren konnten. Zur Eindämmung des Konfliktes hatte die UNO deshalb ein Diamanten-Handelsembargo für Liberia verhängt, das inzwischen aufgehoben wurde.

### Währung
Die Währung wird durch die Central Bank of Liberia verwaltet, die seit Oktober 1999 die ineffizient arbeitende National Bank of Liberia ersetzt. Die Bank fährt eine Politik der Geldwertstabilität und verweigert sich Einflüssen aus der Regierung, die Haushaltsdefizite durch finanzpolitische Tricks abbauen möchte.
Liberia ist am 16. Februar 2010 der Eco-Zone beigetreten. Nach dem Vorbild des Euro soll in Teilen Westafrikas eine gemeinsame Währung entstehen, um die Realwirtschaft und den Warenaustausch zu erleichtern. Geplant war die Einführung der Währung im Januar 2015. Dieses Datum verstrich ebenso wie das Folgeziel 2020 ereignislos, neues Ziel ist 2027. Mitglieder der „Eco-Zone“ sind neben Sierra Leone und Guinea auch die Länder Ghana, Nigeria und Gambia. Das Projekt ist wesentliche Grundlage der seit Jahrzehnten angestrebten Westafrikanischen Wirtschafts- und Währungsunion.
Gesetzliches Zahlungsmittel ist der liberianische Dollar (Kürzel: LRD), im Land umgangssprachlich kurz „Liberity“ genannt.
Banknoten sind im Wert von 500, 100, 50, 20, 10 und 5 LRD im Umlauf; Münzen sind nicht mehr im Umlauf.
Der Umrechnungskurs betrug Mitte 2019 1 US-Dollar rund 200 LRD,.

### Übernahme internationaler Normen
In Liberia gilt das angloamerikanische Maßsystem. Hiervon abweichend wurde mit norwegischer Unterstützung das Stromnetz auf die europäische Norm umgestellt.

### Weiteres
Am 28. Januar 2016 legte die EU-Kommission ein Maßnahmenpaket zur Bekämpfung von Steuerflucht vor, bei dem unter anderem Liberia auf der schwarzen Liste der Steueroasen auftaucht.

## Infrastruktur
| Verkehrssystem                        | Rechtsverkehr |
| Anzahl privater PKW je 1000 Einwohner | 3             |
| Asphaltierte Straßen                  | 657 km        |
| Autobahnen                            | 0 km          |
| Ausgebaute Kanäle und Wasserstraßen   | 0 km          |
| Eisenbahnstrecken in Betrieb          | 480 km        |

### Straßennetz
Das liberianische Straßennetz ist aufgrund der topographischen und klimatischen Bedingungen starken Belastungen ausgesetzt. Im Umkreis der Verwaltungszentren und Städte bestehen asphaltierte Straßen, die Mehrzahl der Ortsverbindungsstraßen sind Naturstraßen und Pisten. In der Regenzeit bricht der Straßenverkehr wegen Unbefahrbarkeit der Straßen zusammen.
Die ersten Automobile, Fahrzeuge der Briten, gelangten bereits um 1910 in das Land. Als Konsequenz mussten umgehend eine Straßenverkehrsordnung erlassen und erste Verkehrspolizisten in der Hauptstadt postiert werden. Im Land gilt der Rechtsverkehr. Zu dieser Zeit bestand in Monrovia kurzzeitig eine schienengebundene Pferdebahnlinie, die sich aber nicht zu rentieren schien.
Der Dakar-Lagos-Highway ist die wichtigste Fernstraße und Landverbindung zu den westafrikanischen Nachbarstaaten. Die Straße ist jedoch in Liberia nur rudimentär ausgebaut; ein etwa 100 Kilometer langer Abschnitt (Ganta-Tappita-Tobli-Grenze zur Elfenbeinküste) fehlt.

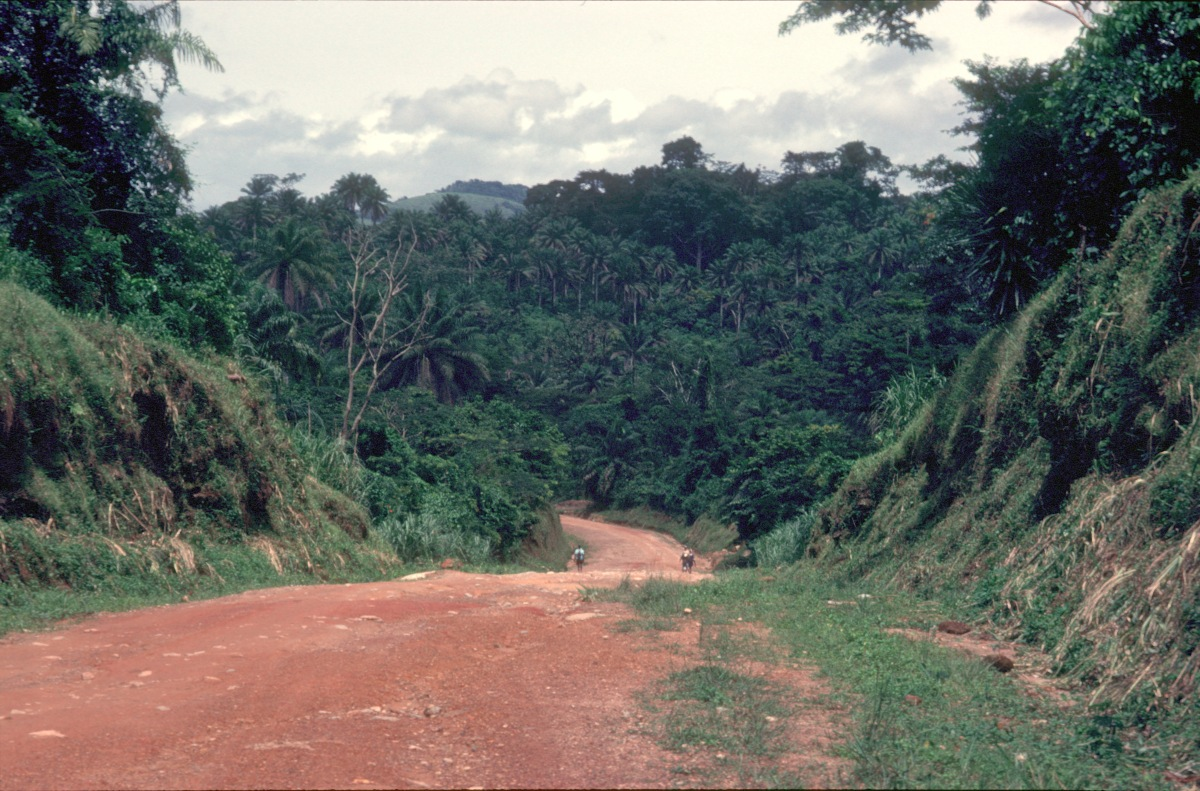
Piste in Lofa County, Liberia, 1983

Von Monrovias zentralem Busdepot bei Wood Camp bestanden früher tägliche Busverbindungen in alle District-Hauptstädte. Für Touristen wurde ein moderner Reisebus für Stadtrundfahrten angeboten. Jetzt bedienen unzählige Taxibetriebe die Innenstadt Monrovias. Als Geschenk der chinesischen Regierung gibt es einige Busse, die völlig überfüllt wenige Linien bedienen. Seit 2011 bieten auch Tausende von Motorrädern chinesischer Billigmarken Personentransporte an, sind jedoch teurer und gefährlicher.
Liberia hatte die weltweit vierthöchste Anzahl an tödlichen Verkehrsunfällen in Relation zur Einwohnerzahl. 2013 starben 1448 Personen im Straßenverkehr.

### Schienennetz

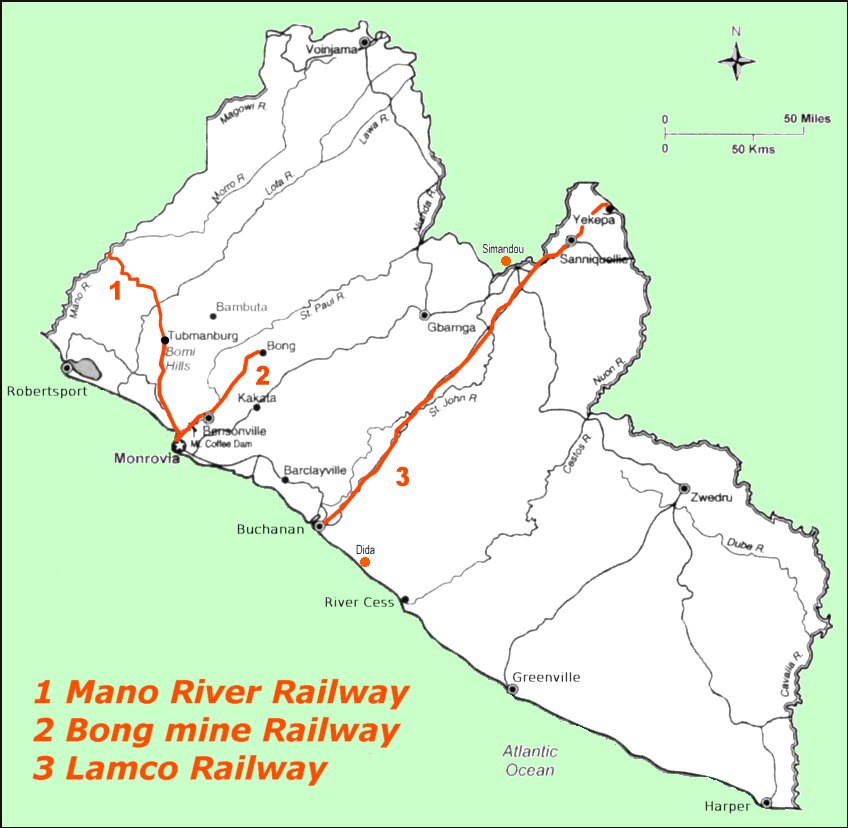
Liberias Schienenstrecken

Gegenwärtig hat Liberia kein eigentliches Schienennetz. Es existieren lediglich drei von der Küste ins Binnenland führende Eisenbahnstrecken, zwischen denen keine Querverbindungen betrieben werden, von denen die Bahnstrecke Yekepa–Buchanan die längste ist.
Die Mehrzahl der Bergbaugebiete befindet sich im nördlichen Grenzgebiet; der Abtransport der Erze wurde über eine von der Hafenstadt Harper ausgehenden Bahnstrecke realisiert. Das Schienennetz wurde im Bürgerkrieg streckenweise unterbrochen und der Bahnbetrieb musste wegen fehlender Rentabilität eingestellt werden. Inzwischen arbeiten chinesische Bautrupps an einer Erneuerung der Anlagen, da das Land an der weiteren Erschließung der Bodenschätze interessiert ist. Die gegenwärtig wieder in Betrieb genommenen Streckenabschnitte ermöglichen schon wieder den Transport von Tropenholz und bieten auch in beschränktem Umfang Transportmöglichkeiten für Jeeps und Kleinkraftwagen an. Im Sommer 2010 wurden zudem Pläne einer brasilianischen Minengesellschaft bekannt, eine völlig neue Bahnstrecke und einen Erzhafen anzulegen, um ein guineisches Bergbaugebiet ausbauen zu können.

### Luftverkehr

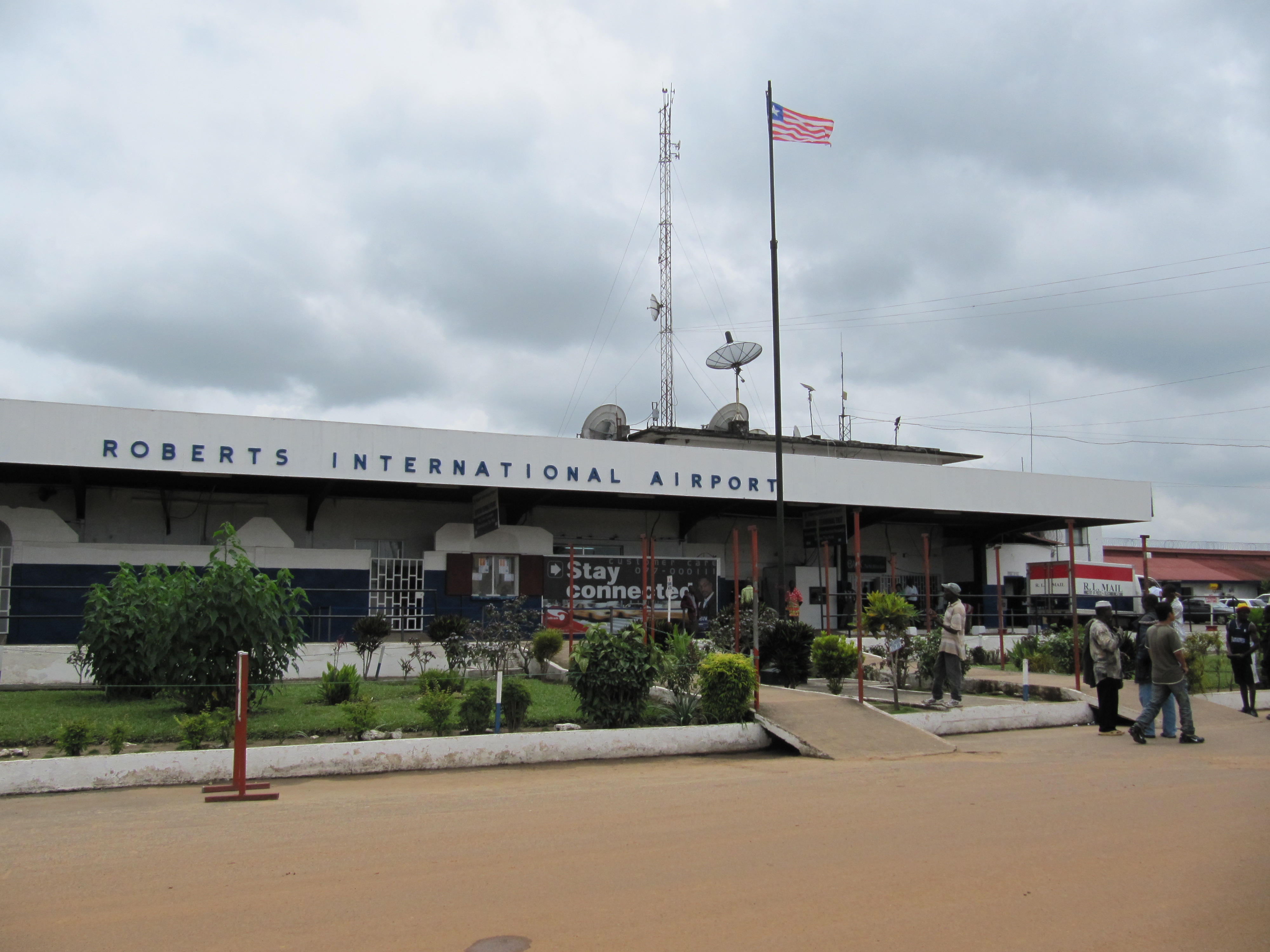
Roberts International Airport

Direkte Flüge von und nach Europa werden zurzeit (2024) nur von Brussels Airlines (nach Brüssel) angeboten.
Es bestehen weiterhin Verbindungen zu benachbarten westafrikanischen Hauptstädten, die von afrikanischen Fluggesellschaften angeboten werden. Im Gegensatz zur Handelsflotte gehören die liberianischen Fluggesellschaften zu den unsichersten der Welt. Liberia ist eines von nur sechs Ländern weltweit, aus denen kein einziges Luftfahrtunternehmen den Luftraum der EU benutzen darf oder gar innerhalb der EU landen darf.
Es existieren gegenwärtig zwei größere Flughäfen in Liberia, der Roberts International Airport und der kleinere Spriggs Payne Airport. Beide haben eine Asphaltpiste. Weiterhin gibt es 51 unbefestigte Flugplätze, von denen keiner eine Länge von mehr als 2500 m hat. Diese können wegen der überwuchernden Vegetation nahezu nirgends genutzt werden und sind auch von der Regierung gesperrt.

### Schifffahrt

#### Küstenschifffahrt
Die wichtigsten Städte Liberias befinden sich an der Küste und besitzen Häfen oder Ankerplätze. Die Küstenschifffahrt bietet oft eine Alternative zum schlecht ausgebauten Straßennetz. Die Befahrbarkeit der Flüsse ist dagegen wegen zahlloser Stromschnellen und Untiefen nur auf küstennahe Abschnitte beschränkt.

#### Hochseeschifffahrt
| Staat                   | Schiffe (Anzahl) | Tonnage (in Mio. BRT) | Rang |
| ----------------------- | ---------------- | --------------------- | ---- |
| Panama                  | 5704             | 140.120               | 01   |
| Liberia                 | 1560             | 058.134               | 02   |
| Griechenland            | 1110             | 030.774               | 03   |
| Volksrepublik China     | 2326             | 021.139               | 09   |
| Deutschland             | 0473             | 011.276               | 15   |
| Daten aus dem Jahr 2008 |                  |                       |      |

Viele Schifffahrtsgesellschaften fahren unter liberianischer Flagge, was vor allem an den niedrigen Kosten (keine Steuern über die Gebühren für die Registrierung hinaus) und der Verschwiegenheit der Behörden liegt. Dadurch hat Liberia, an Bruttoregistertonnen gemessen, die zweitgrößte Flotte der Welt. 2020 waren es schon etwa 4600 registrierte Schiffe.
Die liberianische Flotte ist inzwischen zudem eine der sichersten; in den maßgeblichen Ranglisten der Hafenstaatkontrollen (U.S. Coast Guard, Paris MOU, Tokyo MOU) nimmt die Flotte Liberias seit längerem einen Spitzenplatz ein. Der Sitz des Registers ist New York. Liberia verfügt über fünf Häfen; der Freeport Monrovia ist der größte Handelshafen des Landes und wurde im Zweiten Weltkrieg mit amerikanischer Unterstützung errichtet.

### Telekommunikation
Die staatliche liberianische Telekommunikationsbehörde hat ein Festnetz aufgebaut, das aber als sehr störanfällig gilt. Inzwischen ist fast das ganze Land durch Mobilfunknetze abgedeckt. In allen größeren Städten wurden Internetcafés eröffnet, die Übertragungsgeschwindigkeit ist jedoch extrem gering. Äußerst selten sieht man in den Straßen immer noch kleine Holzhäuser, in denen ein öffentlicher Telefonanschluss verlegt ist und ein Betreiber beinahe Tag und Nacht gegen Entgelt anbietet, Verbindungen herzustellen oder Anrufe entgegenzunehmen.

### Energieversorgung
Mit dem Aufbau des Energieversorgungsnetzes in Liberia wurde in den 1940er Jahren begonnen. Es blieb zunächst auf die Küstenregion beschränkt, wo die Industrie- und Hafenanlagen, Verwaltungs- und Handelseinrichtungen, Krankenhäuser und Hotels als verlässliche Abnehmer vorhanden waren. Die landwirtschaftlichen Regionen im Hinterland waren nur punktuell an das Stromnetz angeschlossen. Die bisher größte Investition in das Energienetz stellte der Bau des Mount-Coffee-Staudamm dar. Dieses Wasserkraftwerk wurde 1966 in Betrieb genommen, aber noch 1990 im Bürgerkrieg zerstört. Bereits Mitte der 1970er Jahre wurde das Kraftwerk auf vier Generatoren erweitert und die veralteten Übertragungsleitungen ersetzt. Dieses steht seit Jahren defekt still. Wer es sich von der Bevölkerung leisten kann, kauft sich winzige bis mittelgroße Klein-Generatoren für sein Privathaus oder Geschäft. Es gibt im ganzen Land seit Kriegsende kein kommunales Stromnetz mehr. Selbst Regierungsgebäude benutzen eigene Anlagen, die nur das jeweilige Haus versorgen.
2005 wurden 320.000.000 kWh elektrische Energie erzeugt, was weniger als der Hälfte der Energieproduktion von vor 20 Jahren entspricht. Die Infrastruktur wurde während des Bürgerkrieges beschädigt und der Neubau verzögerte sich. Mit Unterstützung aus dem Ausland gelang es das Kraftwerk des Mount-Coffee-Staudamms Ende 2016 wieder in Betrieb zu nehmen.

### Abfallentsorgung
Zu den größten Problemen Liberias gehört die fehlende Infrastruktur zur Abfallbeseitigung. Selbst in der Metropolregion Monrovias sind zusammen nur acht Mülltransporter vorhanden. Eine kontrollierte Deponierung der Siedlungsabfälle erfolgt seit Frühjahr 2012 in den Hauptstraßen Monrovias. Ein zweiter Aspekt dieses Problems sind die enormen Niederschläge: Das Regenwasser wird in den Müllhaufen kontaminiert und verteilt sich und Teile des Abfalls in der Innenstadt. Durch die fehlenden sanitären Voraussetzungen ist der Ausbruch von Infektionskrankheiten und Seuchen abzusehen.

## Kultur

### Riten und Bräuche

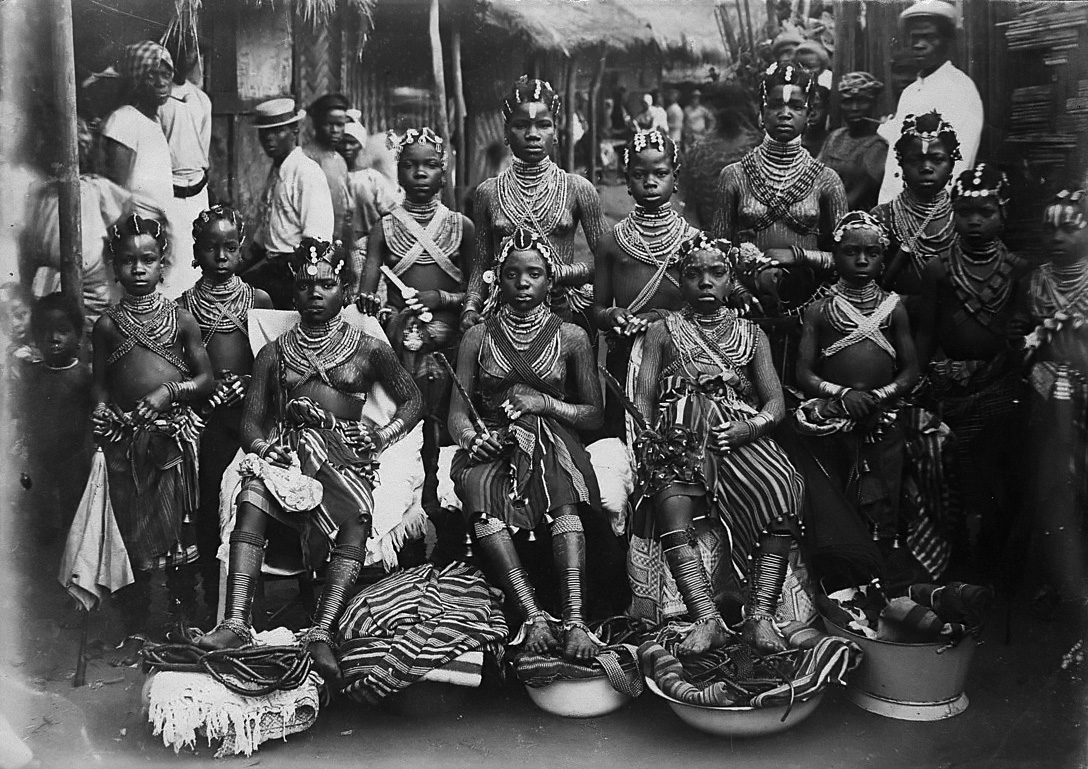
Gruppe junger Frauen in Festtracht, ethnologische Sammlung (um 1910)

Der Gedanke an die Geister der Ahnen, der Verstorbenen, an Idole und Amulette spielt bei den Völkern der westafrikanischen Küste eine große Rolle. Gesang, Masken und Maskentänze werden bei allen Zeremonien genutzt. Sie dienen den Medizinmännern bei ihren Beschwörungszeremonien, um den Kranken in starkem Maße psychologisch zu beeinflussen. Die afrikanischen Religionen bilden den Hintergrund für die Einordnung der Heilkunde und Heilmethoden als magische Praktiken und realer Erfahrungsschatz. Alle wichtigen Lebensetappen – Geburt, Geschlechtsreife, Hochzeit, Krankheit, Tod –, aber auch praktische Tätigkeiten wie Jagen und Fischen, Herstellung von Waffen und Werkzeugen waren mit Magie verbunden.
Zum Leben der Volksgruppen gehört noch immer die Zugehörigkeit und die Ausübung bestimmter Rituale in Geheimbünden, wie dem Poro.

### Liberianische Literatur

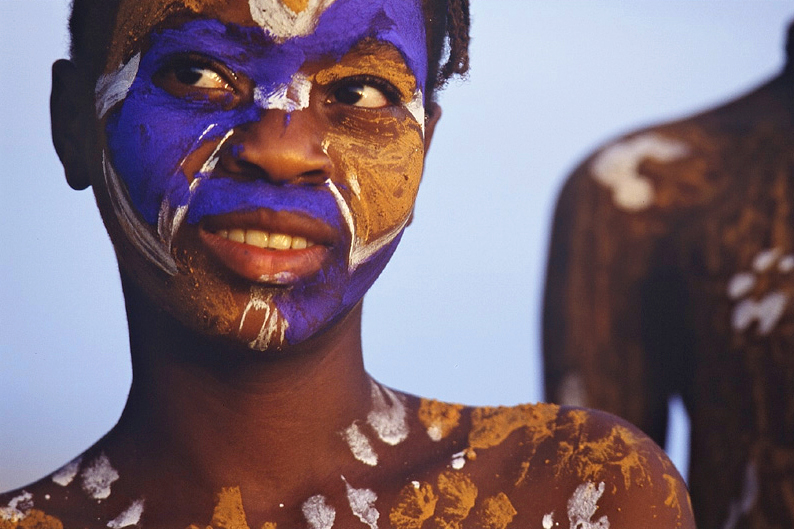
Tänzerin in Liberia

Das Wissen und die Geschichte der indigenen Völker wurde über Jahrhunderte in Form der Oralliteratur bewahrt und weitergegeben. Auch in den liberianischen Völkern lebten als Storyteller verehrte Männer, die auswendig gelernte Texte und Neuigkeiten aus den zuvor besuchten Orten verbreiteten. Diese hoch angesehenen Männer reproduzierten ihre Texte, verfeinert durch Gestik, Musik, Tanz und pantomimische Ausdrucksformen, als Mythen, Märchen, Fabeln und Lieder bei Dorffesten, Hochzeiten, Entbindungen, Heilungszeremonien, Totenfeiern oder während der Durchreise und erhielten dafür Unterkunft, Speise und Trank.
- Als bekanntester liberianischer Schriftsteller gilt Wilton G. S. Sankawulo, der auch eine Zeit Präsident Liberias war. Sankawulo gehörte zum Volk der Kpelle und übersetzte die Bibel in diese Sprache. Er sammelte und publizierte Märchen und Fabeln seiner Heimat (beispielsweise: Marriage of Wisdom and Other Tales from Liberia), schrieb zahlreiche Abhandlungen und Erzählungen und wirkte mehrere Jahrzehnte als Hochschullehrer für Literatur und Englisch. Sein letzter Roman Sundown at Dawn: A Liberian Odyssey erschien 2005.[151]
- Aus der liberianischen Literaturszene stammt der in die USA ausgewanderte Lyriker und Autor Melvin Beaunorus Tolson, der sich in New York der Harlem group of Negro writers anschloss. Eine Sammlung von Gedichten erschien 1950 unter dem Titel Libretto for the Republic of Liberia.[152]
- Zu den Buchempfehlungen der New York Times und der Washington Post des Jahres 2008 gehört die autobiographische Erzählung The House at Sugar Beach der in Monrovia geborenen Journalistin Helene Cooper. Die Autorin gehört zur ethnischen Gruppe der Congo.

Eine Bewältigung der jüngsten Geschichte mit den traumatischen Erfahrungen des Bürgerkrieges enthalten zahlreiche Werke junger Schriftsteller und Lyriker, von denen etliche in den 1990er Jahren ins Exil gingen, so auch Patricia Jabbeh Wesley.
- Lynda Schuster: The final Days of Dr. Doe. 1994.
- Patricia Jabbeh Wesley: Before the Palm Could Bloom: Poems of Africa. In: New Issues Poetry & Prose. 1998.
- Patricia Jabbeh Wesley: Where the Road Turns. 2007.

In den 1930er Jahren bereiste der britische Schriftsteller Graham Greene Westafrika und schilderte seine Erlebnisse in der 1936 erschienenen Reportage Journey without Maps. Zu den bemerkenswertesten Erlebnissen dieser Reise gehörte sein Zusammentreffen mit dem damaligen Chef der liberianischen Grenzschützer, Colonel Elwood Davis. Dieser hatte im Auftrag der Regierung mit roher Gewalt die Aufstände verschiedener Volksgruppen niedergeschlagen und herrschte danach noch einige Jahre in der Region Grand Bassa als Archetypus eines gesetzlosen Warlords.

### Musik und Tanz

#### Traditionelle Musik und Tanz
Tänze sind in weiten Teilen Afrikas integraler Bestandteil des täglichen Lebens und für die Menschen wichtige kulturelle Ausdrucksform, aber auch selbstverständliche Verbindung zu den Ahnen und deren Seelen. An den Tänzen ist die ganze (Dorf-)Gemeinschaft beteiligt; es gibt zwar Tänzer und Nicht-Tänzer, diese erfüllen jedoch auch eine wichtige Funktion. Die traditionellen Tänze werden auch zunehmend bei staatlichen Feiertagen oder als folkloristisches Element aufgeführt, die Gefahr einer Verfremdung und Verflachung nimmt damit zu.
In der Musik werden eine Vielzahl von Trommeln, Rasseln und Perkussionsinstrumenten verwendet. Besonders beliebt und weitverbreitet, weil auch billig, ist die sasa, eine Kalebassenrassel, die mit einem Netz mit Schlagkügelchen umgeben ist. Traditionelle Instrumente sind auch Xylophone, Schlitztrommeln, Saiteninstrumente (Rahmenzither, Pluriarc und Musikbogen), kleine Glocken und quer geblasene Hörner (túru) aus Holz und Tierhorn oder Elfenbeintrompeten.

#### Cape-Palmas Military Band
Auf Wunsch des Präsidenten Tubman wurde 1963 die Cape-Palmas Military Band gegründet. Sie war für die musikalische Ausgestaltung von Militärparaden und Staatsbesuchen zuständig und wurde bei staatlichen Feiertagen und Festveranstaltungen eingesetzt. Die Militärkapelle verfügte über ein hohes musikalisches Können.

#### Aktuelle Musikszene
Die aktuelle liberianische Musikszene orientiert sich seit den 1980er Jahren verstärkt an westlichen Vorbildern und hat sowohl Einflüsse von Reggae und Hip-Hop als auch westafrikanische Ethnomusik als Vorbilder. Eine Besonderheit stellte der Stimmimitator und in Chinesisch singende Entertainer Emmanuel Uwechue dar. Der wohl bekannteste traditionelle Sänger Liberias ist Sundaygar Dear Boy, der meist in der Landessprache Bassa singt.

### Bildende Kunst
Das Cavallabecken im westlichen Liberia ist seit Jahrhunderten die Heimat kunstbegabter Holzschnitzer, die sich auf die Anfertigung von rituellen Masken, Talismanen und Figuren sowie kleinformatigen Möbelstücken spezialisiert haben. Zahlreiche europäische Museen besitzen umfangreiche Kunstsammlungen mit Artefakten der Region. Die Masken haben kultisch-rituelle Bedeutung, waren aber auch als Statussymbol in Gebrauch. Nach einer Studie des deutsch-schweizerischen Völkerkundlers Eberhard Fischer vom Museum Rietberg in Zürich kommen in diesem Gebiet Westafrikas etwa 140 Typen von Masken vor, deren Symbolik und Verbreitung er untersuchen konnte.

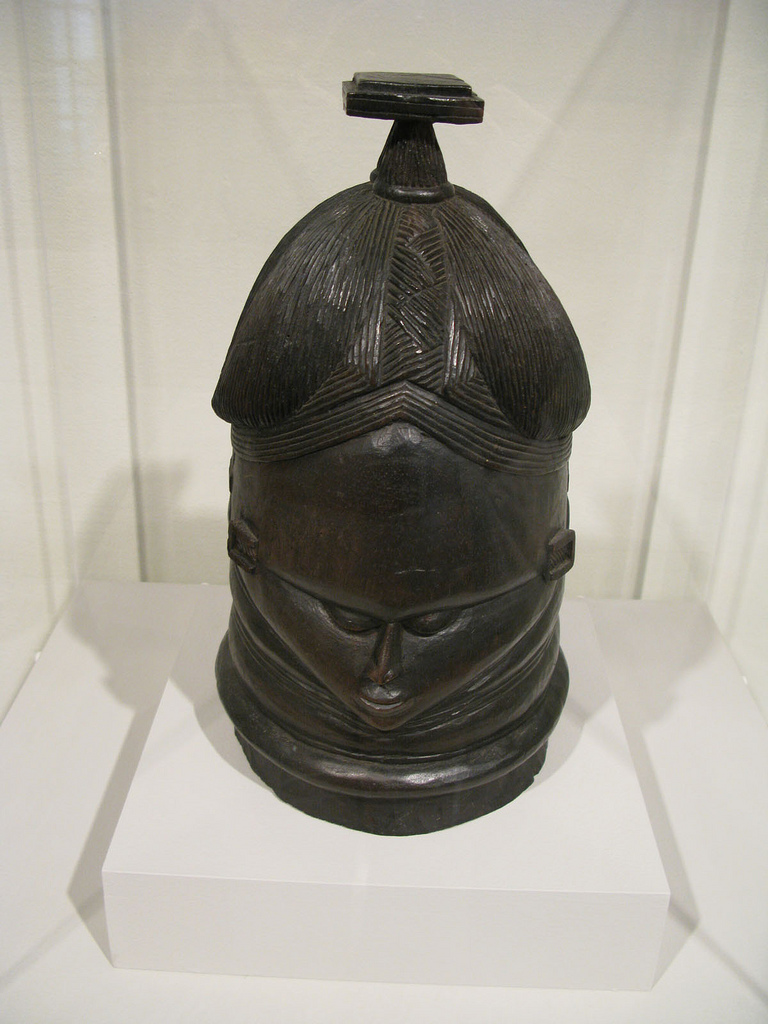
Weibliche Kultfigur der Mende
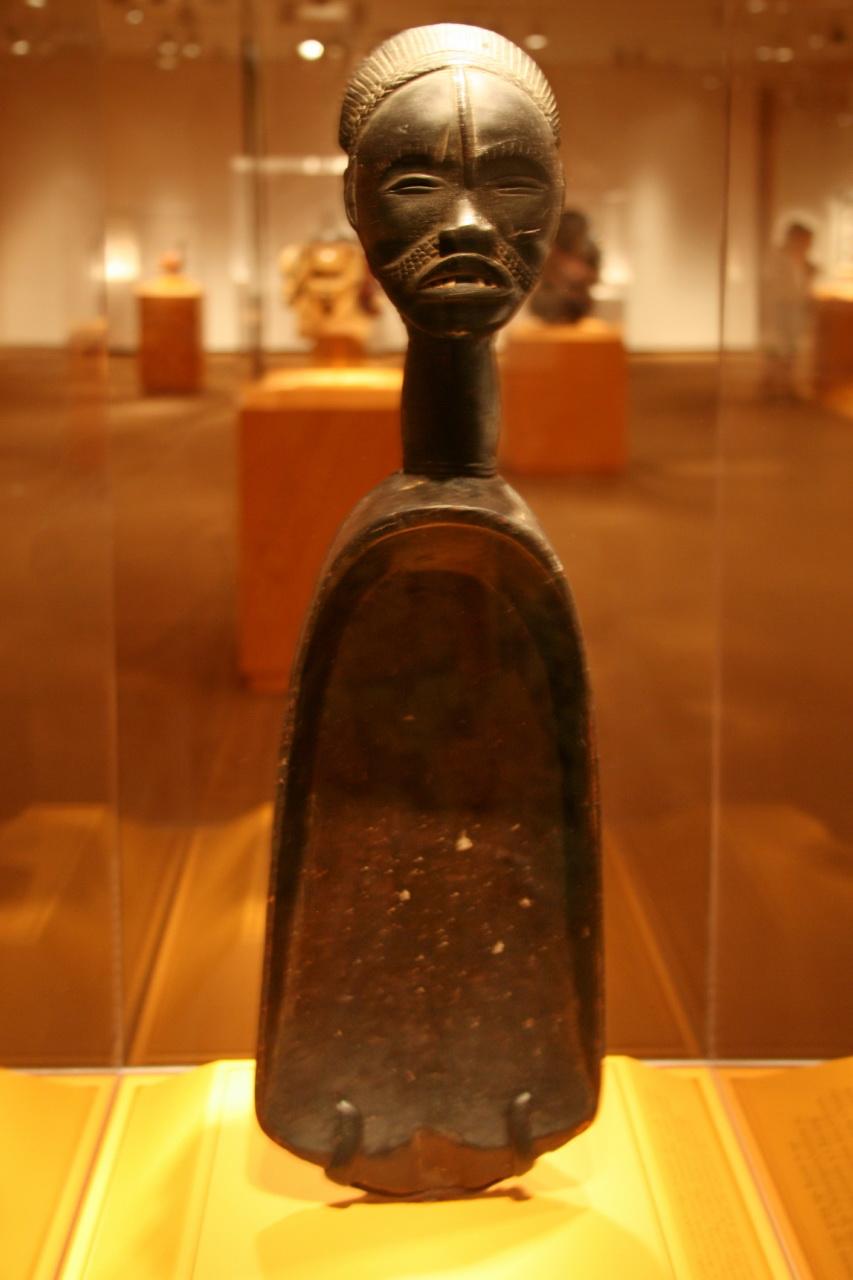
Zeremonial-Gegenstand, Volk der Wee, spätes 19. Jahrhundert.
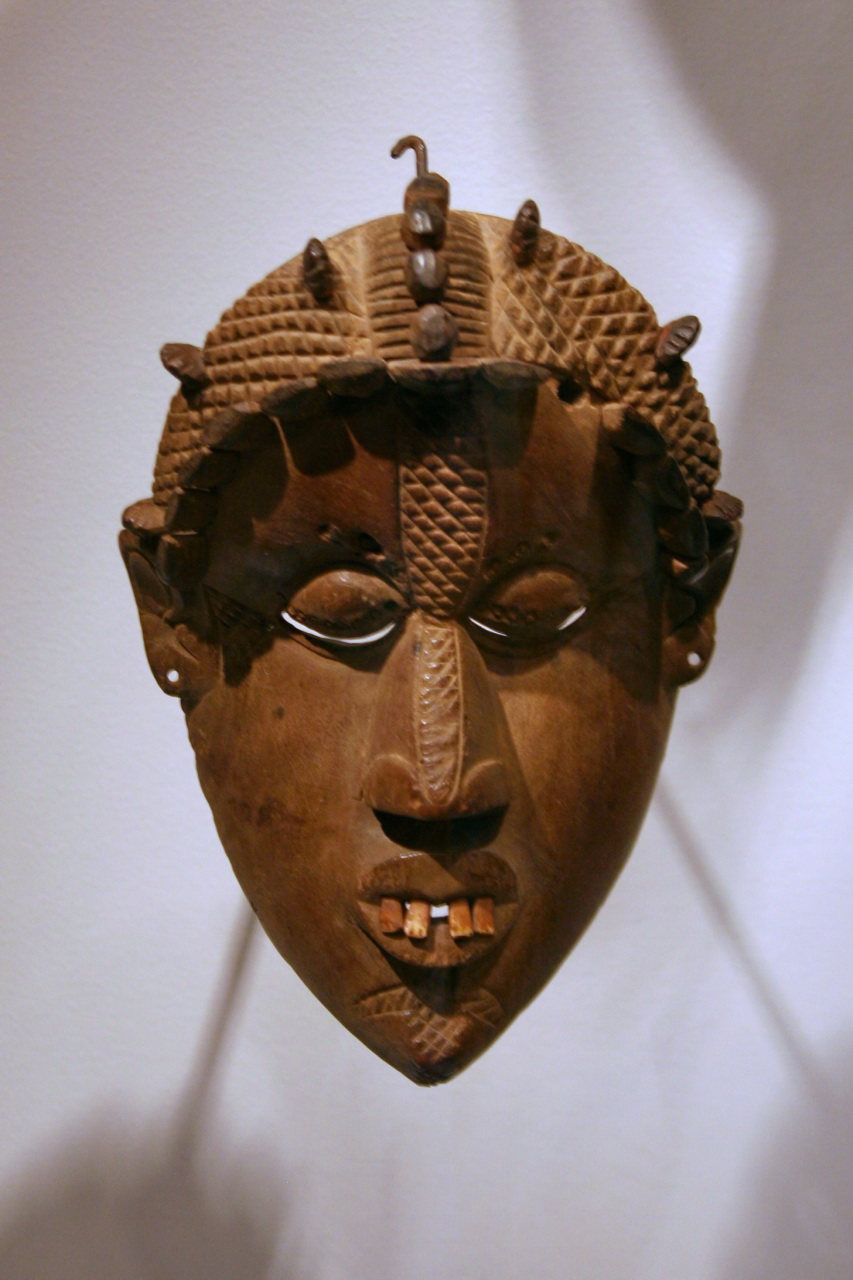
Hölzerne Tanz-Maske, Volk der Bassa, spätes 19. Jahrhundert
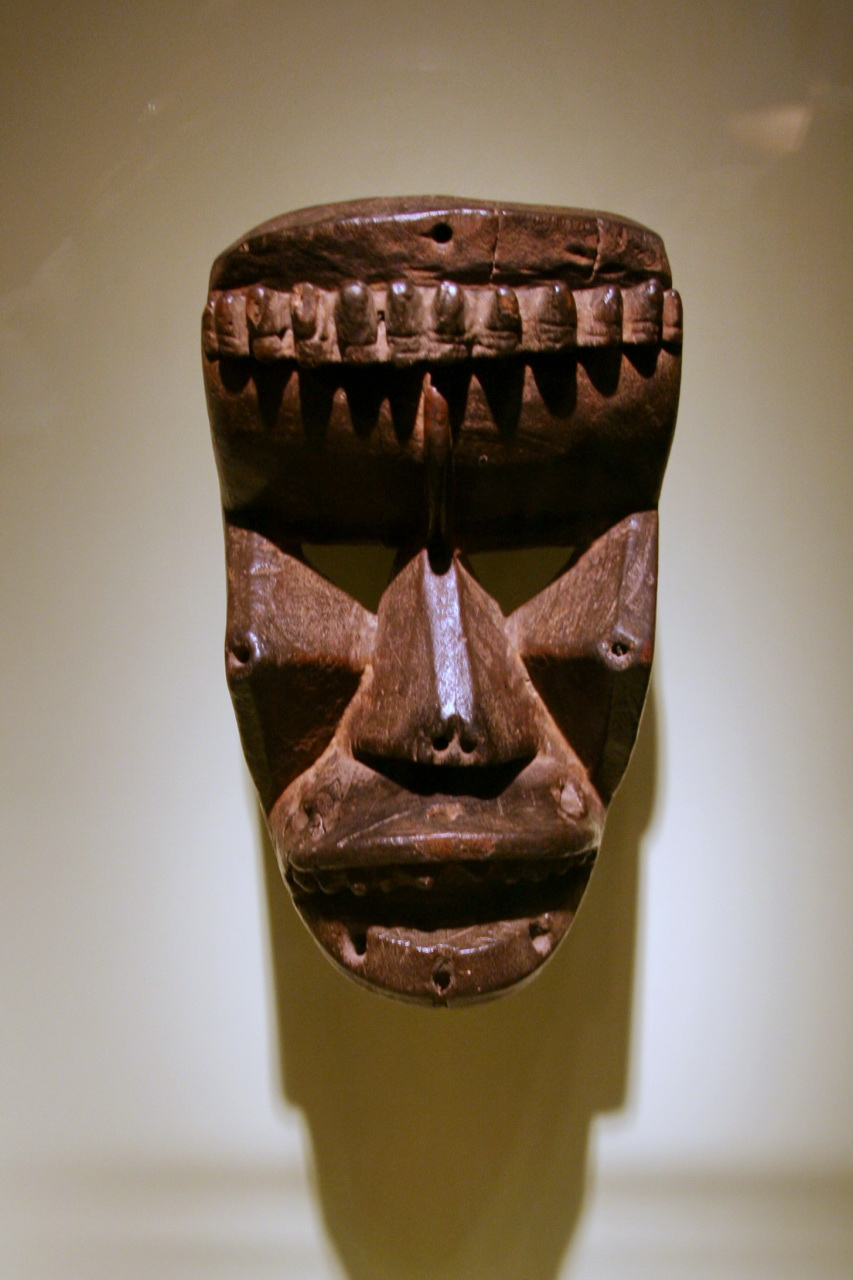
Hölzerne Maske, Volk der Krahn, 19. Jahrhundert

### Architektur
Die traditionelle Bauweise der indigenen Bevölkerungsgruppe hat sich über Jahrhunderte an die Lebensbedingungen im tropischen Regenwald und der Savanne angepasst und besteht aus einfachen, mit Blätterdach gedeckten Holzhütten oder aus Lehmhäusern mit Strohdach in den Savannen. Von Volksgruppe zu Volksgruppe unterschiedlich sind Schmuckformen – beispielsweise schnitzwerkverzierte Balken, auch das Mobiliar wird oft kunstvoll verziert.
Das in der Regenwaldregion dominierende „Firstdachhaus“ besitzt eine Länge von 4 bis 5 Metern und einen Innenraum von etwa 20 Quadratmetern. Das zum Hausbau benötigte Material wird aus der unmittelbaren Umgebung des Siedlungsplatzes bezogen und besteht aus vegetabilen Baustoffen, beispielsweise geflochtenen Matten, Palmblättern, Reisig und Stroh sowie bearbeiteten Hölzern für die tragenden Ständerkonstruktionen. Die Standzeit der Häuser ist wegen der verwendeten Baumaterialien begrenzt und setzt häufige Instandhaltungsarbeiten voraus. Palmblattdächer müssen im Turnus von drei Jahren neu gedeckt werden. Deshalb sind Wellblechdächer immer mehr im Kommen, jedoch für viele Familien zu teuer.
Die Hausarchitektur der Savannenregion hat das zylindrische Rundhaus übernommen, das überwiegend aus Lehm erbaut wird. Die Errichtung dieser Gebäude ist aufwändiger und setzt meist die Mithilfe des Familienclans oder der Dorfbevölkerung voraus. Diese Häuser besitzen einen Durchmesser von drei bis fünf Metern und somit eine nutzbare Fläche von maximal etwa 20 Quadratmetern.
Sonderformen der Architektur stellen die von den Muslimen errichteten Moscheen und verschiedentlich errichtete Palastbauten dar.
Die nach Afrika eingewanderten ehemaligen Sklaven wollten diese traditionellen Hausformen nicht übernehmen und kopierten die in den Südstaaten der USA populäre Architektur. Eine geringe Zahl von Regierungs- und Verwaltungsgebäude blieben aus dieser Zeit erhalten.
Bereits um 1900 begann als Ergebnis der fortschreitenden Missionierung ein reger Bau von Kirchengebäuden. Hierbei wurde die Ziegelsteinbauweise bevorzugt und man orientierte sich an der traditionellen europäischen (neoromanischen und neogotischen) Architektur. In den entstehenden Städten und größeren Siedlungen wurden nur wenige Steingebäude errichtet, da Holz in großer Vielfalt und preiswert verfügbar war.
Ein deutlicher Wandel im Baustil der europäisch geprägten Architektur – sogenannte „Kolonialstilbauten“ – fand nach dem Ersten Weltkrieg statt. Billige Industriebaumaterialien – vor allem das Wellblech – verdrängten die bisherigen Naturbaustoffe und wurden zum Statussymbol des modernen Bauens. Heute sind sie entwertet und Synonym für die Slum-Architektur der Townships. Heute versucht nahezu jeder, der es finanziell ermöglichen kann, Wellblechplatten (zinc) für sein Dach in unterschiedlicher Qualität zu verwenden, da dieses nicht wie die Naturdächer alle drei Jahre gewechselt werden muss.
Zu den bemerkenswertesten Gebäuden in der Altstadt Monrovias zählt der Masonic Temple, das Haus der liberianischen Freimaurerloge – heute eine von Obdachlosen bewohnte Ruine.
Anfang der 1950er Jahre erhielt eine Gruppe junger afroamerikanischer Architekten aus den Südstaaten der USA, darunter Henry Clifford Boles, einen Lehrauftrag an der neu gegründeten Universität of Liberia im Fach Architektur und Städtebau. Ihre Aufgabe bestand neben der Lehrausbildung einheimischer Architekten auch in der Planung von mehreren Mustergebäuden, die als amerikanische Entwicklungshilfe angesehen wurden: Die Monrovia Elementary School (1954) und das gleichfalls in Monrovia errichtete Bürogebäude Mines and Geology Office of Liberia (1955) ebenfalls entsprachen dem amerikanischen Baustandard.

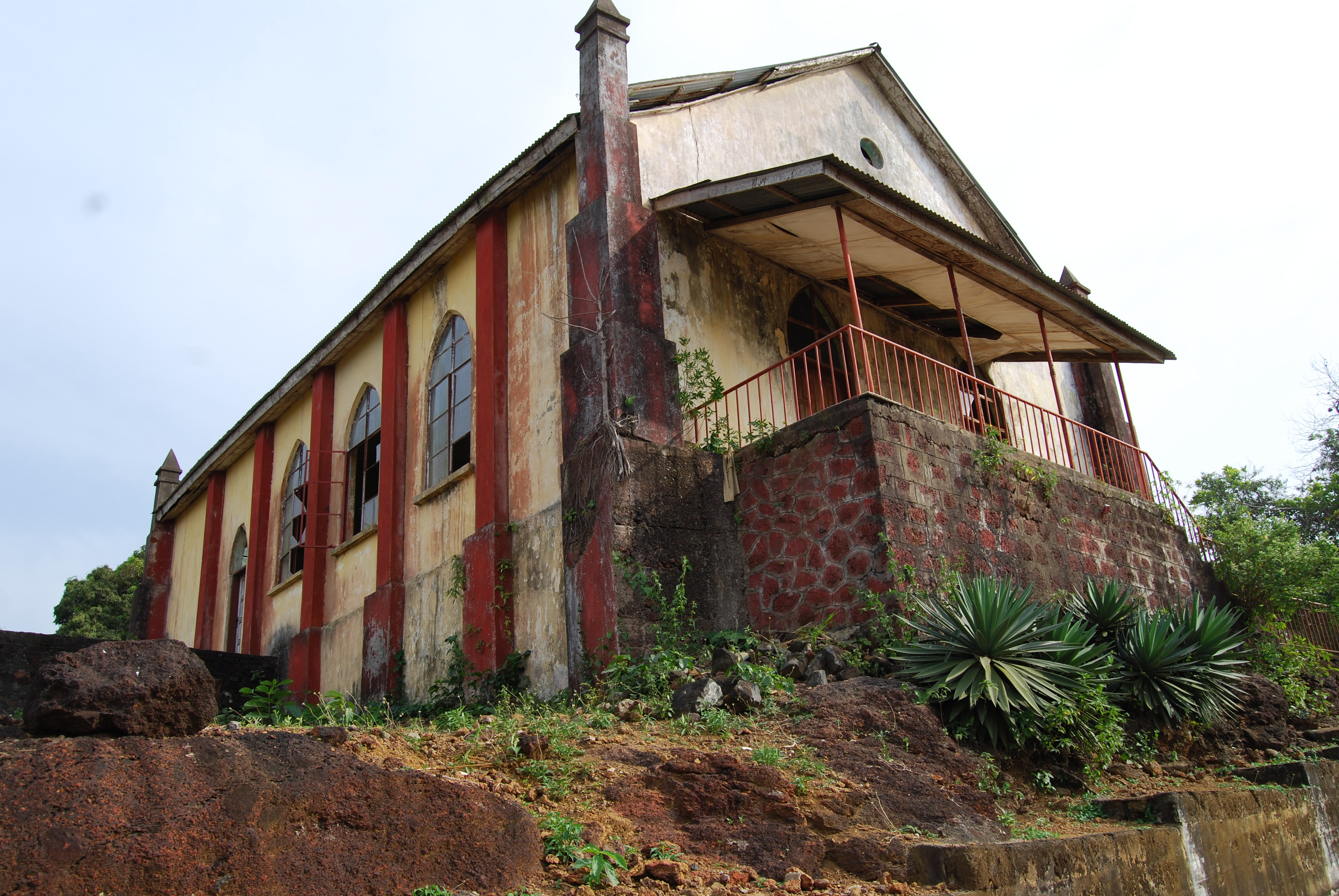
Kirche in Robertsport
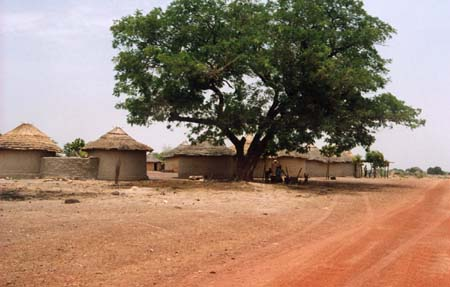
Siedlung mit traditionellen Rundhütten
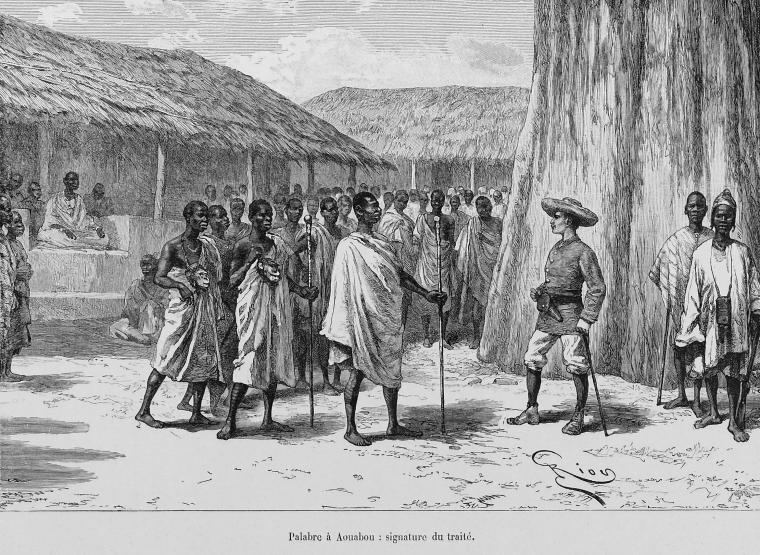
Siedlung in der Savanne
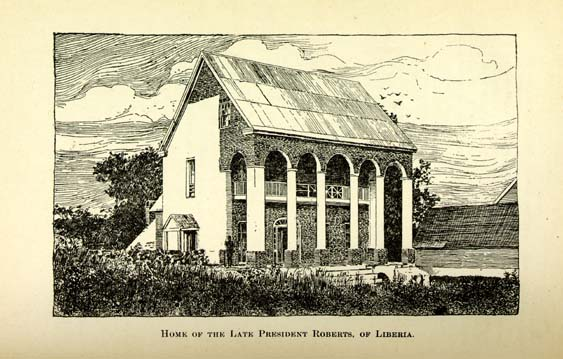
Wohnhaus eines Präsidenten

### Küche
Die traditionelle Küche Liberias basiert auf der westafrikanischen Küche und bietet ein reichhaltiges, abwechslungsreiches Nahrungsangebot, zu dem neben Gemüsen und Früchten auch Reis, Mais und Hirse als Grundlage gehören. Fisch und Fleisch (von Ziegen, Rindern, Geflügel, auch Wild) werden vor der Verwendung durch Räuchern haltbar gemacht, in der Regel wird aber schlachtfrisches Fleisch verwendet. Als Getränk ist Wasser gebräuchlich, bei Festen wird Ingwerbier, Palmwein und Rum gereicht. Durch den Einfluss der Anglo-Liberianer wurden auch neue Speisen und Rezepte übernommen, zu denen auch die Kartoffel zählt.
Landestypische Speisen sind: Cassava (Maniok) in unterschiedlichsten Zubereitungsvarianten, Kochbananen, genannt Plantains, Reis, Mais, Eintopfgerichte mit Kohl, Fufu und Palava Sauce. Nun nach dem Krieg kauft die Bevölkerung kaum den besseren, aber teuren Country Rice aus dem eigenen Land, sondern aus Asien importierten Broken Rice.

### Kleidung

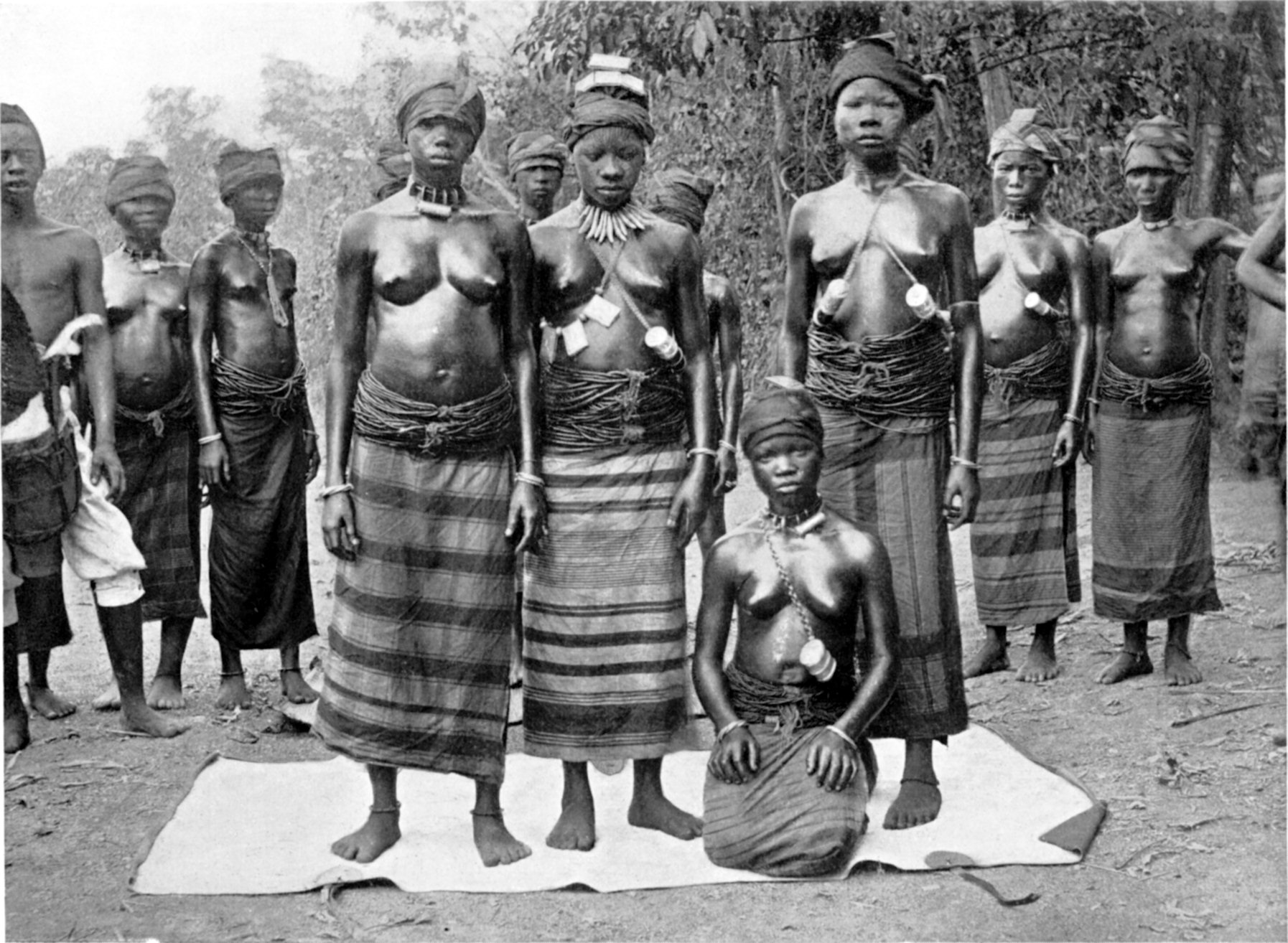
Junge Bundu-Frauen
(völkerkundliche Sammlung von 1912)

Die „traditionelle liberianische Kleidung“ gibt es nicht: Kleidung variiert nicht nur mit dem Geschlecht und Alter des Trägers, sondern wird auch von seiner sozialen und wirtschaftlichen Situation bestimmt. Spezielle Kleidung für die Teilnahme an Zeremonien und Ritualen hat sich schon in vorgeschichtlicher Zeit herausgebildet. Die heute bevorzugte Kleidung ist durch Einflüsse der westlichen und muslimischen Moralvorstellungen entstanden; afrikanische Vorstellungen werden bei der Textilherstellung in Muster und Farbigkeit beachtet. Während der Kolonialisierung Afrikas wurden erstmals Kleidungsstile übernommen – zunächst waren es Uniformen der Soldaten und Matrosen. In den Städten und auf den küstennahen Plantagen wurde der Einfluss der europäischen und amerikanischen Mode fühlbar, man importierte entsprechende Kleidung als Statussymbole (dunkle oder helle Anzüge, Amtsroben, auch Schuhwerk). Die heutige Kleidung ist auch stark durch Milieu-Zugehörigkeit geprägt. Bei den Jugendlichen bevorzugen bestimmte ländliche Gruppen eine militärisch anmutende Kleidung, die städtische Jugend ist an europäischen Jeans- und T-Shirts als Statussymbolen interessiert.
Besonders im Landesinnern gilt es als Traditionsbruch, wenn die Frauen nicht den Wickelrock, genannt Lappa, tragen. Am Muster des Lappa kann eine Frau die Herkunft ihrer Trägerin erkennen.

### Medien
| Analyst           | Website  |
| Heritage          | Website  |
| Inquirer          | Website  |
| Liberian Journal  | Webseite |
| Liberian Observer | Website  |
| In Profile daily  | Website  |

Die Nichtregierungsorganisation Reporter ohne Grenzen sieht in Liberia erkennbare Probleme für die Pressefreiheit.
Die ersten internationalen Nachrichtenverbindungen waren zwei Seekabel, die deutsche und französische Kabelgesellschaften vor der Küste Westafrikas um das Jahr 1910 verlegten.
Von der Station Monrovia aus wurden von der deutschen Betreibergesellschaft in den Folgejahren zwei weitere Kabel nach Togo, Kamerun und Namibia bzw. über Brasilien und Uruguay nach Argentinien verlegt. Auch Frankreich nutzte eigene, von Monrovia ausgehende Seekabel, um die zentralafrikanischen Kolonien zu erreichen. Schon im Ersten Weltkrieg trafen die ersten Funkgeräte ein; einen modernen Funktelegrafen erhielt die liberianische Regierung in den 1940er Jahren als Geschenk der USA. 1959 erhielten zwei liberianische Funkamateure die Lizenz für den Aufbau eines Mittel- und Kurzwellensenders in Paynesville mit einer maximalen Sendeleistung von 10 Kilowatt. Die Amateurfunk-Kennung des Senders war ELRS und wurde zum Synonym für den Liberianischen Rundfunk. Nach dem Testbetrieb wurde die Station 1960 verstaatlicht und diente als erstes elektronisches Massenmedium. Mit Unterstützung des Präsidenten Tubman wurde 1964 auch das erste Fernsehstudio Liberias eröffnet. Der staatliche Fernsehsender ELTV war zunächst nur in der Umgebung der Hauptstadt zu empfangen. Die Modernisierung der Sendetechnik erfolgte in den Folgejahren, cofinanziert durch japanische und amerikanische Staatsverträge. Seit den 1960er Jahren bestanden auch mehrere, von den Bergwerksgesellschaften betriebene Funkstationen, die als Zusatzprogramm Nachrichten und Unterhaltungsmusik, auch in den wichtigsten Landessprachen, sendeten. Erwähnt sei auch die Sendetechnik der Flughäfen und der Hafenbehörde von Monrovia und den anderen Hafenstädten des Landes, die jedoch ausschließlich der Kommunikation mit der liberianischen Handelsflotte und den ankommenden Schiffen (Seefunk) diente. Als Reaktion auf die Unabhängigkeitsbewegungen in den zerfallenden Kolonialreichen Afrikas installierte die USA bei Monrovia eine militärische Sendestation, die entsprechende Propagandasendungen von Voice of America in zahlreichen afrikanischen und europäischen Sprachen übertrug.
Radio ELWA in Monrovia ist der älteste christliche Rundfunksender Afrikas. Neben Englisch sendet die Radiostation in den Sprachen Grebo, Kru, Gola, Bassa, Kpelle, Kissi, Dan, Krahn und Loma. Der Sender wurde am 18. Januar 1954 in Betrieb genommen. Seit den 1980er Jahren besaßen auch andere Missionsstationen und die katholische Kirche in Monrovia eigene Sendestudios (Radio Veritas) und Frequenzen, um christlich-religiöse Inhalte in Radiosendungen zu verbreiten. Auch diese Sender wurden ein Opfer des Krieges. Inzwischen überträgt ein neuer Sender der katholischen Kirche auch Bildungs- und Informationsprogramme, da der Radioempfang in dem Land das zurzeit sicherste Medium darstellt. Im Bürgerkrieg wurden alle liberianischen Sendestationen im Land von den Rebellen erobert und zerstört. Für eine Übergangszeit wird der Rundfunkempfang liberianischer Programme über Radio France Internationale und den BBC-Worldservice ermöglicht. Gegenwärtig arbeitet eine Gruppe von Nachrichtentechnikern und Redakteuren an einem Neustart des staatlichen Rundfunk und Fernsehprogramms und war schon erfolgreich.
Durch ausländische Lizenzpartner besteht bereits ein erstes Privatfernsehen DC-TV; die Mehrzahl der Programme wird über Satellitenfernsehen empfangen.
Der liberianische Journalistenverband Press Union of Liberia (PUL) bemüht sich um eine sachliche, unparteiische Darstellung der Nachrichten und Ereignisse.
Einer der beliebtesten Radiosender ist das private Star-Radio oder der Sender der UN, genannt UNMIL-Radio.
Im Jahr 2022 nutzten 30,1 Prozent der Einwohner Liberias das Internet.

### Sport
Liberia war mit der Teilnahme an den Olympischen Sommerspielen 2020 in Tokio insgesamt zum 14. Mal bei Olympischen Spielen vertreten. Die erste Teilnahme war 1956. Liberias Sportler – beispielsweise Kia Davis, Bobby Young und Abraham Morlu – sind besonders in der Leichtathletik erfolgreich. Special Olympics Liberia nahm an Special Olympics Weltspielen teil.
Populärste Sportart ist Fußball, aber auch Basketball und zahlreiche andere Sportarten werden betrieben. In Monrovia befinden sich zwei neu erbaute Stadien; ansonsten ist keine nennenswerte sportliche Infrastruktur im Land vorhanden, die internationale Wettkampfbedingungen erfüllt. Die meisten international erfolgreichen liberianischen Sportler trainieren und leben im Ausland. Außerdem gewann der Liberianer George Weah als bisher einziger Afrikaner die Auszeichnung zum Weltfußballer – dem Ballon d’Or.

### Nationaldenkmäler

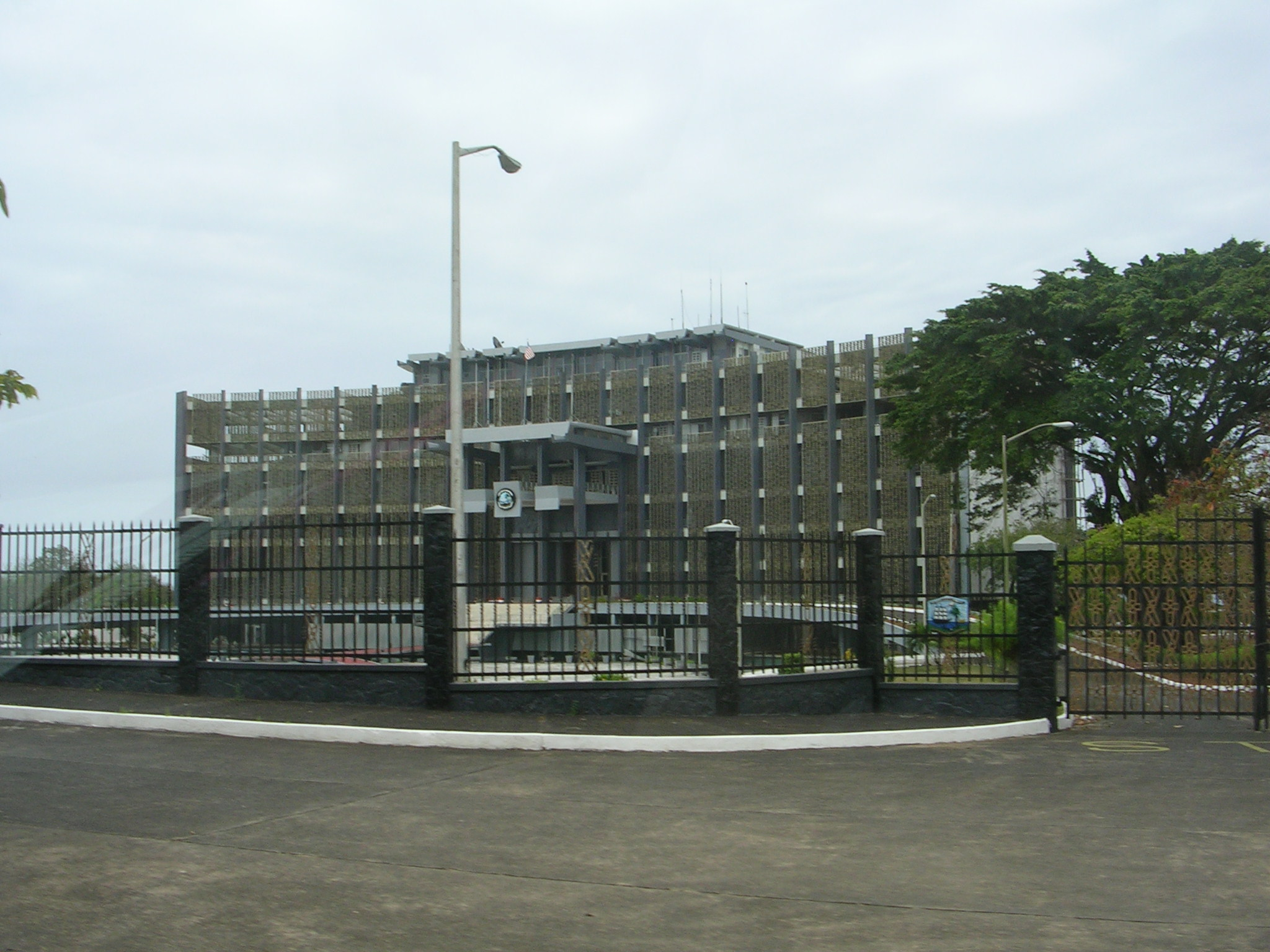
Präsidentenpalast in neuem Glanz

Als Nationaldenkmäler Liberias gelten:
- der Centennial Pavilion – eine Art Ruhmeshalle der Staatsgründer
- das Nationalmuseum
- der Präsidentenpalast – auch Symbol des überwundenen Bürgerkrieges

Alle Bauwerke befinden sich in Monrovias Altstadt.

### Feiertage
Liberia versteht sich als christliches Land; staatliche Feiertage entsprechen dem Vorbild der USA.
Es werden neben den Nationalen Feiertagen auch die religiösen Feste des Islam und des Christentums gefeiert. Neben diesen Feiertagen werden religiöse, traditionelle und kulturelle Feste zu bestimmten Zeiten im Jahr gefeiert.